# Port-Sainte-Foy-et-Ponchapt
Port-Sainte-Foy-et-Ponchapt [pɔʁ sɛ̃t fwa e pɔ̃ʃa] est une commune du Sud-Ouest de la France, située dans le département de la Dordogne, en région Nouvelle-Aquitaine.

## Géographie

### Généralités
La commune est située dans l'unité urbaine de Bergerac. Bordée au sud par la Dordogne, elle est arrosée par un de ses affluents, l'Estrop, qui y prend sa source.
Trois ponts traversent la Dordogne à ce niveau du fleuve : le pont Michel-de-Montaigne (vers Sainte-Foy, ancien pont suspendu dont ont été conservés les piliers d'entrée), le nouveau pont suspendu (vers Pineuilh, construit en 1961) et le pont ferroviaire.
Bien que la commune soit dans le département de la Dordogne (numéro 24), son code postal commence par 33 (bureau distributeur : Sainte-Foy-la-Grande en Gironde).

### Communes limitrophes
Parmi les dix communes limitrophes de Port-Sainte-Foy-et-Ponchapt, la moitié se trouvent dans le département de la Gironde. Son territoire est limitrophe de celui d'Eynesse, au sud-ouest sur moins de 300 mètres, et d'environ 350 mètres de celui de Saint-Avit-Saint-Nazaire à l'est. Au sud-est, la commune de Pineuilh est limitrophe en deux endroits disjoints, séparés par Sainte-Foy-la-Grande.
| Saint-Méard-de-Gurçon                   |                                   | Monfaucon, Le Fleix                                                    |
| Fougueyrolles, Saint-Antoine-de-Breuilh | Port-Sainte-Foy-et-Ponchapt       | Saint-Avit-Saint-Nazaire (Gironde)                                     |
| Eynesse (Gironde)                       | Saint-André-et-Appelles (Gironde) | Pineuilh (Gironde) Sainte-Foy-la-Grande, (Gironde), Pineuilh (Gironde) |

### Géologie et relief

#### Géologie
Situé sur la plaque nord du Bassin aquitain et bordé à son extrémité nord-est par une frange du Massif central, le département de la Dordogne présente une grande diversité géologique. Les terrains sont disposés en profondeur en strates régulières, témoins d'une sédimentation sur cette ancienne plate-forme marine. Le département peut ainsi être découpé sur le plan géologique en quatre gradins différenciés selon leur âge géologique. Port-Sainte-Foy-et-Ponchapt est située dans le quatrième gradin à partir du nord-est, un plateau formé de dépôts siliceux-gréseux et de calcaires lacustres de l'ère tertiaire.
Les couches affleurantes sur le territoire communal sont constituées de formations superficielles du Quaternaire et de roches sédimentaires datant du Cénozoïque. La formation la plus ancienne, notée e6-7, se compose d'argiles à Palaeotherium, des argiles carbonatées silteuses versicolores à niveaux sableux (Bartonien supérieur à Priabonien inférieur continental). La formation la plus récente, notée CFp, fait partie des formations superficielles de type colluvions indifférenciées de versant, de vallon et plateaux issues d'alluvions, molasses, altérites. Le descriptif de ces couches est détaillé dans  les feuilles « no 805 - Sainte-Foy-la-Grande » et « no 829 - Duras » de la carte géologique au 1/50 000 de la France métropolitaine, et leurs notices associées,.

Carte géologique de Port-Sainte-Foy-et-Ponchapt.

#### Relief et paysages
Le département de la Dordogne se présente comme un vaste plateau incliné du nord-est (491 m, à la forêt de Vieillecour dans le Nontronnais, à Saint-Pierre-de-Frugie) au sud-ouest (2 m à Lamothe-Montravel). L'altitude du territoire communal varie quant à elle entre 7 mètres et 167 mètres,.
Dans le cadre de la Convention européenne du paysage entrée en vigueur en France le 1er juillet 2006, renforcée par la loi du 8 août 2016 pour la reconquête de la biodiversité, de la nature et des paysages, un atlas des paysages de la Dordogne a été élaboré sous maîtrise d’ouvrage de l’État et publié en octobre 2020. Les paysages du département s'organisent en huit unités paysagères,. La commune est dans le Bergeracois, une région naturelle présentant un relief contrasté, avec les deux grandes vallées de la Dordogne et du Dropt séparées par un plateau plus ou moins vallonné, dont la pente générale s’incline doucement d’est en ouest. Ce territoire offre des paysages ouverts qui tranchent avec les paysages périgourdins. Il est composé de vignes, vergers et cultures,.
La superficie cadastrale de la commune publiée par l'Insee, qui sert de référence dans toutes les statistiques, est de 18,32 km2,,. La superficie géographique, issue de la BD Topo, composante du Référentiel à grande échelle produit par l'IGN, est quant à elle de 18,79 km2.

### Hydrographie

#### Réseau hydrographique
La commune est située dans le bassin de la Dordogne au sein du bassin Adour-Garonne. Elle est drainée par la Dordogne, l'Estrop, la Léchou, la Prunarède, la Rode, le ruisseau du Lardot et par divers petits cours d'eau, qui constituent un réseau hydrographique de 25 km de longueur totale,.
La Dordogne longe la commune sur son flanc sud-est. D'une longueur totale de 483,1 km, elle prend naissance sur les flancs du puy de Sancy (1 885 m), dans la chaîne des monts Dore, traverse six départements, dont la Dordogne dans sa partie sud, et conflue avec la Garonne, pour former l'estuaire de la Gironde. Elle borde la commune au sud sur plus de sept kilomètres, face à Saint-Avit-Saint-Nazaire, Pineuilh, Sainte-Foy-la-Grande et Eynesse.
L'Estrop, d'une longueur totale de 17,8 km, prend sa source dans le nord la commune et se jette en rive droite de la Dordogne en limite de Saint-Antoine-de-Breuilh et de Saint-Seurin-de-Prats, face à Pessac-sur-Dordogne,. Il arrose le nord de la commune sur deux kilomètres et demi, lui servant de limite naturelle sur plus d'un kilomètre, face à Fougueyrolles.
Son affluent de rive gauche le ruisseau du Lardot prend sa source sur la commune qu'il baigne sur 300 mètres.
Deux autres affluents de rive droite de la Dordogne arrosent le territoire communal : la Prunarède à l'ouest sur plus de deux kilomètres, et la Rode qui sert de limite naturelle à l'est sur 1,8 kilomètre face au Fleix.
La Léchou, affluent de rive gauche de la Lidoire, borde le territoire communal au nord-est sur un kilomètre et demi, face à Monfaucon.

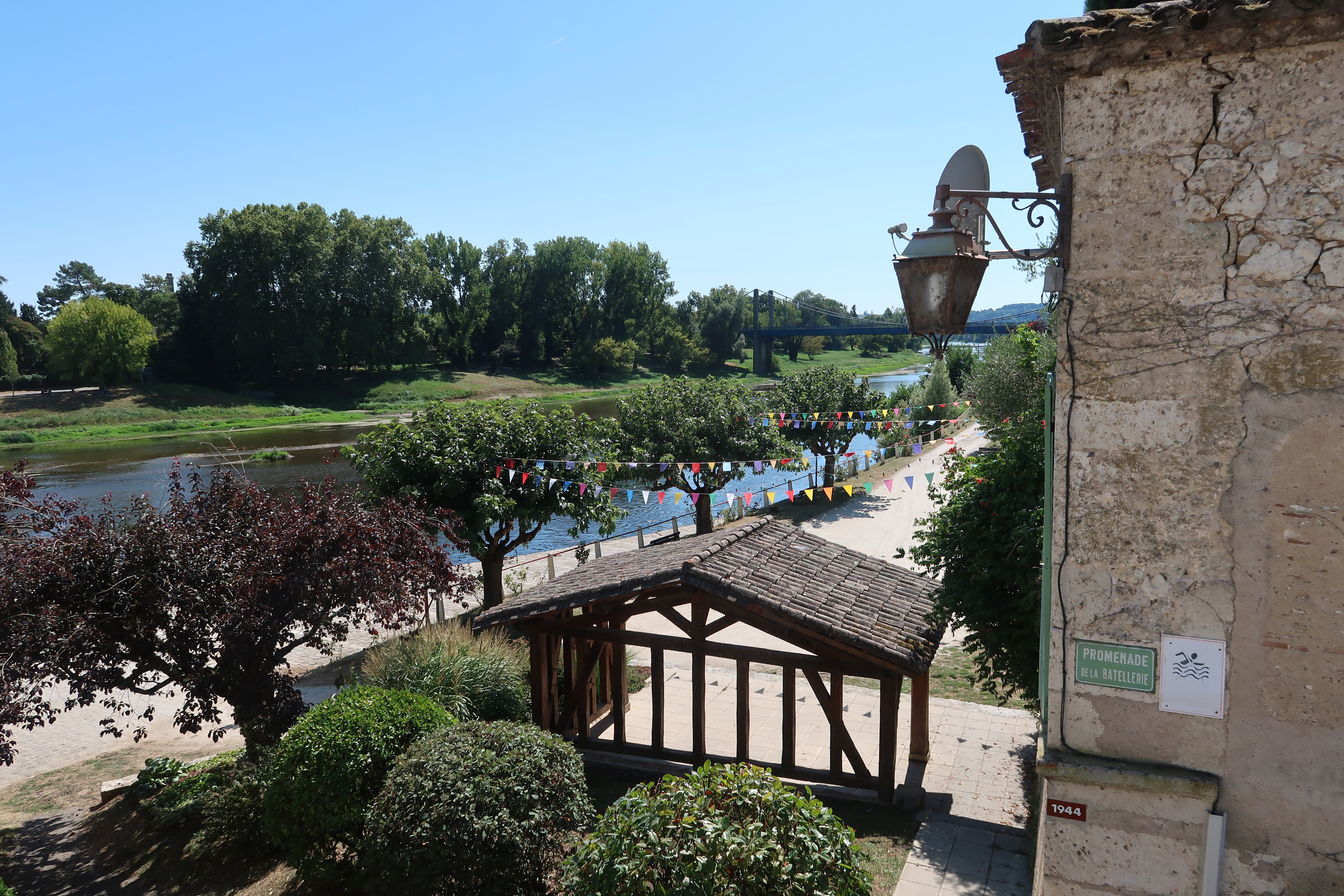
Quai le long de la Dordogne (promenade de la Batellerie).
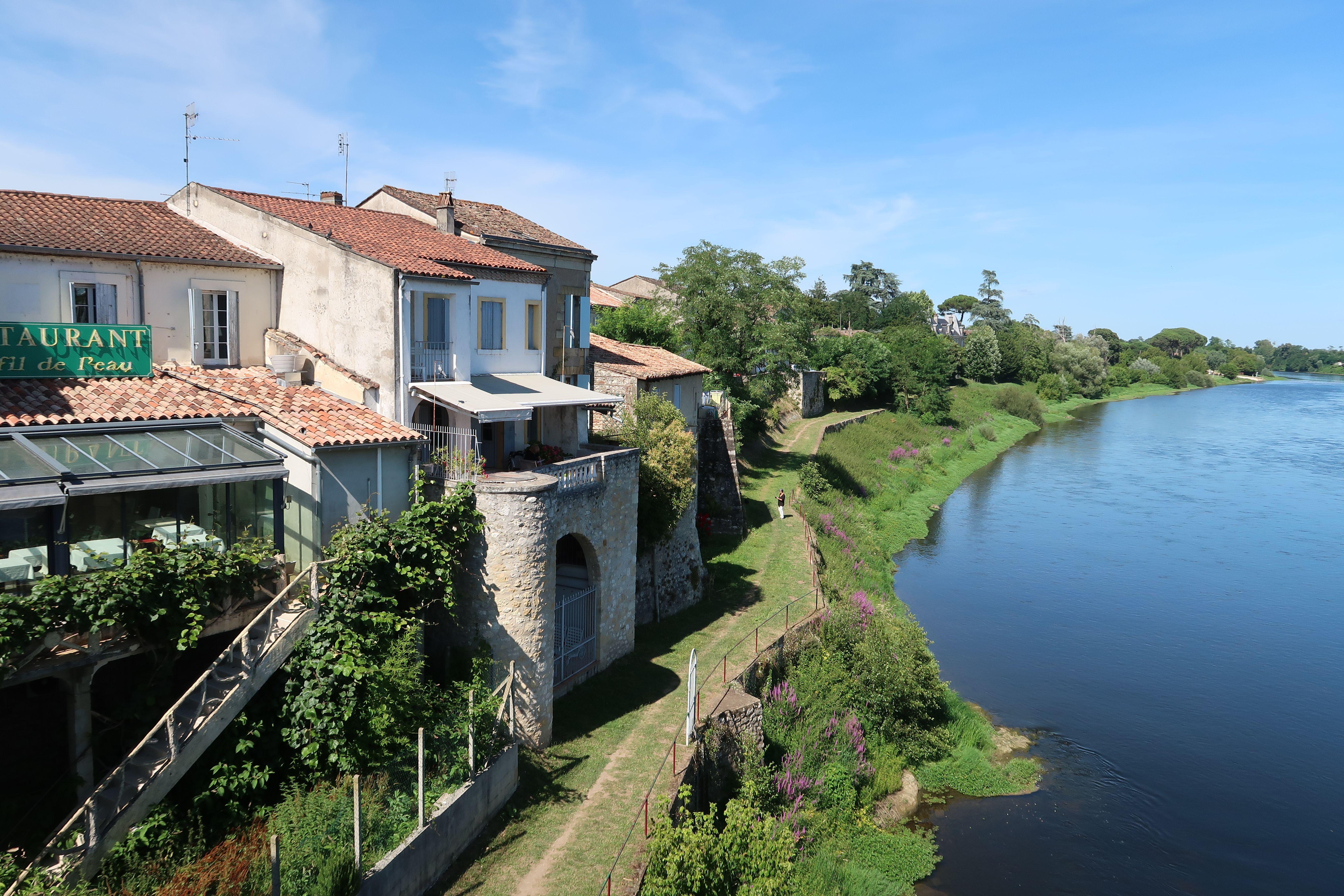
Chemin sur berge le long de la Dordogne (promenade de Larmane).
Réseaux hydrographique et routier de Port-Sainte-Foy-et-Ponchapt.

#### Gestion et qualité des eaux
Le territoire communal est couvert par le schéma d'aménagement et de gestion des eaux (SAGE) « Dordogne Atlantique ». Ce document de planification, dont le territoire correspond au sous‐bassin le plus aval du bassin versant de la Dordogne (aval de la confluence Dordogne - Vézère)., d'une superficie de 2 700 km2 est en cours d'élaboration. La structure porteuse de l'élaboration et de la mise en œuvre est l'établissement public territorial de bassin de la Dordogne (EPIDOR). Il définit sur son territoire les objectifs généraux d’utilisation, de mise en valeur et de protection quantitative et qualitative des ressources en eau superficielle et souterraine, en respect des objectifs de qualité définis dans le troisième SDAGE  du Bassin Adour-Garonne qui couvre la période 2022-2027, approuvé le 10 mars 2022.
La qualité des eaux de baignade et des cours d’eau peut être consultée sur un site dédié géré par les agences de l’eau et l’Agence française pour la biodiversité.

### Climat
Pour des articles plus généraux, voir Climat de la Nouvelle-Aquitaine et Climat de la Dordogne.
Historiquement, la commune est exposée à un climat océanique aquitain.  
En 2020, Météo-France publie une typologie des climats de la France métropolitaine dans laquelle la commune est exposée à un climat océanique et est dans la région climatique  Aquitaine, Gascogne, caractérisée par une pluviométrie abondante au printemps, modérée en automne, un faible ensoleillement au printemps, un été chaud (19,5 °C), des vents faibles, des brouillards fréquents en automne et en hiver et des orages fréquents en été (15 à 20 jours).
Pour la période 1971-2000, la température annuelle moyenne est de 12,8 °C, avec  une amplitude thermique annuelle de 14,9 °C. Le cumul annuel moyen de précipitations est de 791 mm, avec 11,8 jours de précipitations en janvier et 6,5 jours en juillet. Pour la période 1991-2020, la température moyenne annuelle observée sur la station météorologique installée sur la commune est de 13,8 °C et le cumul annuel moyen de précipitations est de 809,4 mm,. Pour l'avenir, les paramètres climatiques de la commune estimés pour 2050 selon différents scénarios d’émission de gaz à effet de serre sont consultables sur un site dédié publié par Météo-France en novembre 2022.
| Mois                                  | jan.             | fév.            | mars           | avril         | mai             | juin          | jui.            | août           | sep.           | oct.            | nov.          | déc.             | année      |
| ------------------------------------- | ---------------- | --------------- | -------------- | ------------- | --------------- | ------------- | --------------- | -------------- | -------------- | --------------- | ------------- | ---------------- | ---------- |
| Température minimale moyenne (°C)     | 2,2              | 1,8             | 4,1            | 6,3           | 10,2            | 13,3          | 14,7            | 14,7           | 11,4           | 9               | 5,3           | 2,7              | 8          |
| Température moyenne (°C)              | 6,2              | 6,9             | 10,2           | 12,5          | 16,5            | 19,8          | 21,6            | 21,8           | 18,3           | 14,6            | 9,8           | 6,8              | 13,8       |
| Température maximale moyenne (°C)     | 10,2             | 12              | 16,3           | 18,7          | 22,8            | 26,3          | 28,4            | 28,9           | 25,1           | 20,2            | 14,2          | 11               | 19,5       |
| Record de froid (°C) date du record   | −18,5 17.01.1987 | −16 09.02.12    | −11,5 01.03.05 | −3,1 21.04.17 | −2,9 07.05.1957 | 2,5 01.06.06  | 6,5 11.07.04    | 4,3 30.08.1986 | 1,5 21.09.1977 | −5,6 30.10.1997 | −8,5 17.11.07 | −11,8 26.12.1962 | −18,5 1987 |
| Record de chaleur (°C) date du record | 19 02.01.03      | 23,1 15.02.1998 | 27 29.03.12    | 31,5 07.04.11 | 34,4 30.05.01   | 40,5 26.06.11 | 40,2 08.07.1982 | 42 05.08.03    | 38 03.09.05    | 32,5 02.10.11   | 26 06.11.15   | 21 05.12.06      | 42 2003    |
| Précipitations (mm)                   | 73,9             | 57,2            | 57,2           | 75,4          | 74,6            | 64,1          | 52,3            | 55,7           | 61,7           | 67,8            | 86,1          | 83,4             | 809,4      |

### Milieux naturels et biodiversité

#### Natura 2000
La Dordogne est un site du réseau Natura 2000 limité aux départements de la Dordogne et de la Gironde, et qui concerne les 104 communes riveraines de la Dordogne, dont Port-Sainte-Foy-et-Ponchapt,. Seize espèces animales et une espèce végétale inscrites à l'annexe II de la directive 92/43/CEE de l'Union européenne y ont été répertoriées.

La Dordogne à Port-Sainte-Foy-et-Ponchapt
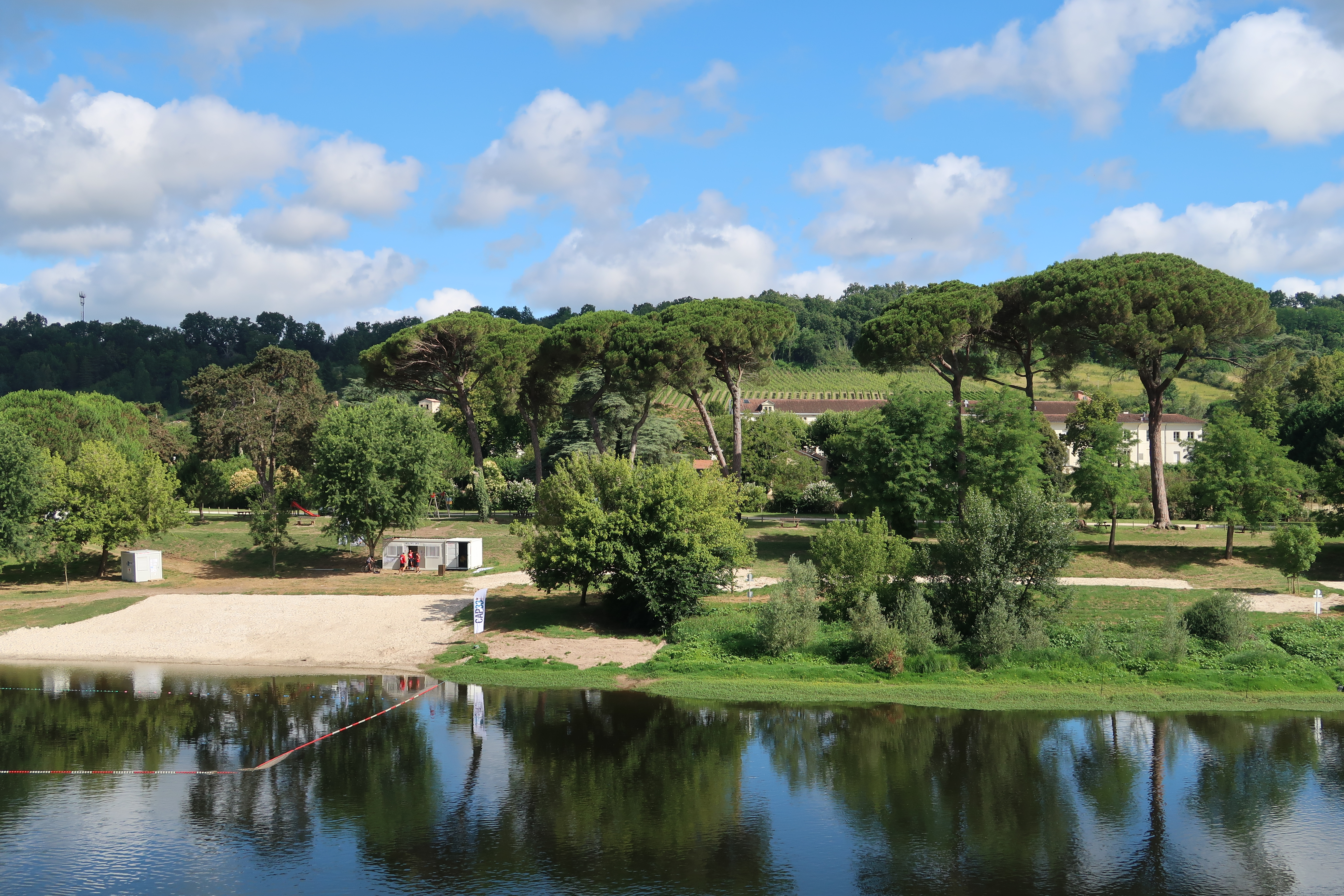
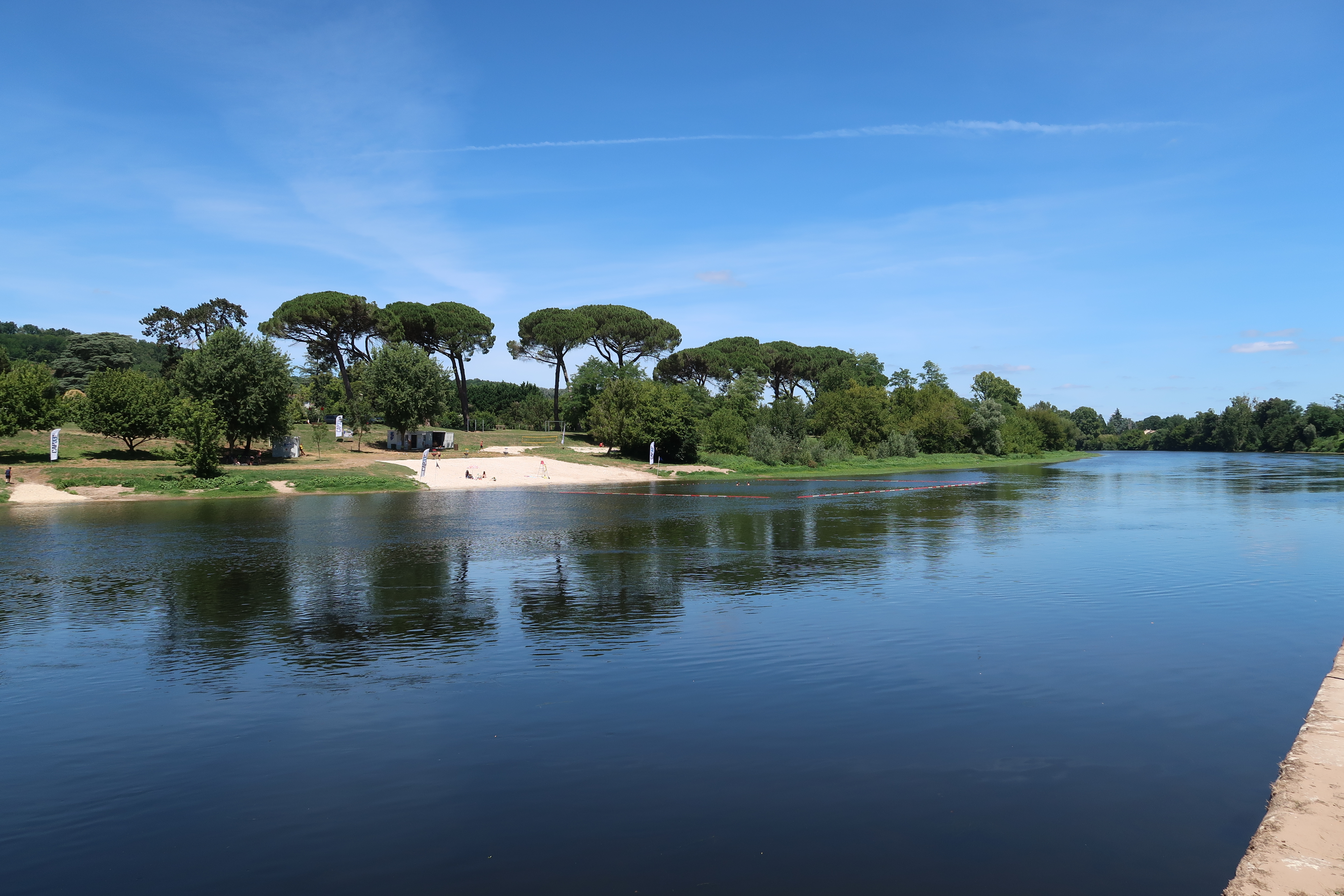
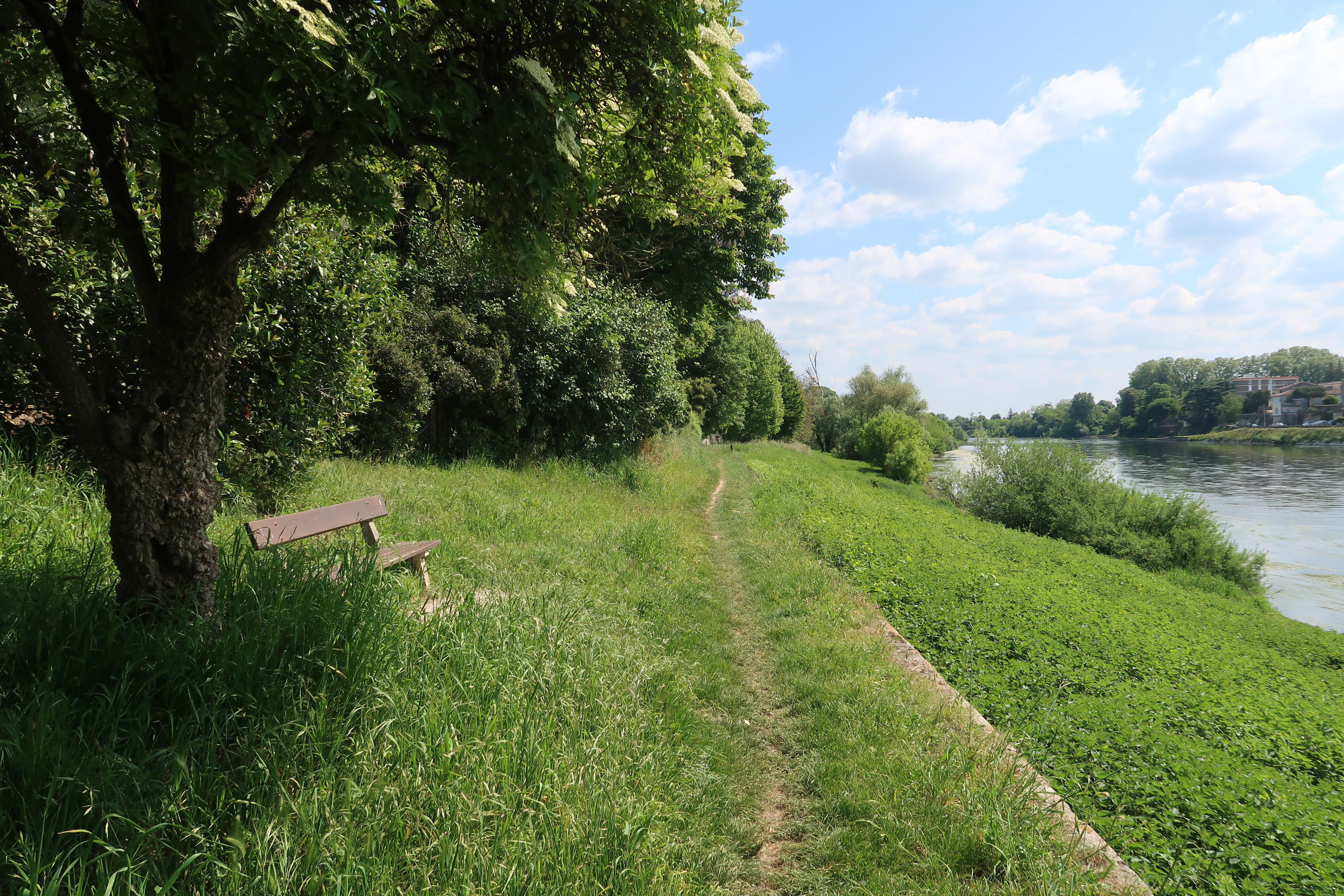

#### ZNIEFF
Port-Sainte-Foy-et-Ponchapt fait partie des 102 communes concernées par la zone naturelle d'intérêt écologique, faunistique et floristique (ZNIEFF) de type II « La Dordogne »,, dans laquelle ont été répertoriées huit espèces animales déterminantes et cinquante-sept espèces végétales déterminantes, ainsi que quarante-trois autres espèces animales et trente-neuf autres espèces végétales.

## Urbanisme

### Typologie
Au 1er janvier 2024, Port-Sainte-Foy-et-Ponchapt est catégorisée commune rurale à habitat dispersé, selon la nouvelle grille communale de densité à 7 niveaux définie par l'Insee en 2022.
Elle appartient à l'unité urbaine de Bergerac, une agglomération inter-départementale dont elle est une commune de la banlieue,. Par ailleurs la commune fait partie de l'aire d'attraction de Pineuilh, dont elle est une commune de la couronne,. Cette aire, qui regroupe 16 communes, est catégorisée dans les aires de moins de 50 000 habitants,.

### Occupation des sols
L'occupation des sols de la commune, telle qu'elle ressort de la base de données européenne d’occupation biophysique des sols Corine Land Cover (CLC), est marquée par l'importance des territoires agricoles (70 % en 2018), en diminution par rapport à 1990 (75,2 %). La répartition détaillée en 2018 est la suivante : 
cultures permanentes (31,9 %), zones agricoles hétérogènes (29,7 %), zones urbanisées (12,8 %), forêts (12,5 %), prairies (6,1 %), eaux continentales (3,2 %), terres arables (2,3 %), zones industrielles ou commerciales et réseaux de communication (1,5 %). L'évolution de l’occupation des sols de la commune et de ses infrastructures peut être observée sur les différentes représentations cartographiques du territoire : la carte de Cassini (XVIIIe siècle), la carte d'état-major (1820-1866) et les cartes ou photos aériennes de l'IGN pour la période actuelle (1950 à aujourd'hui).

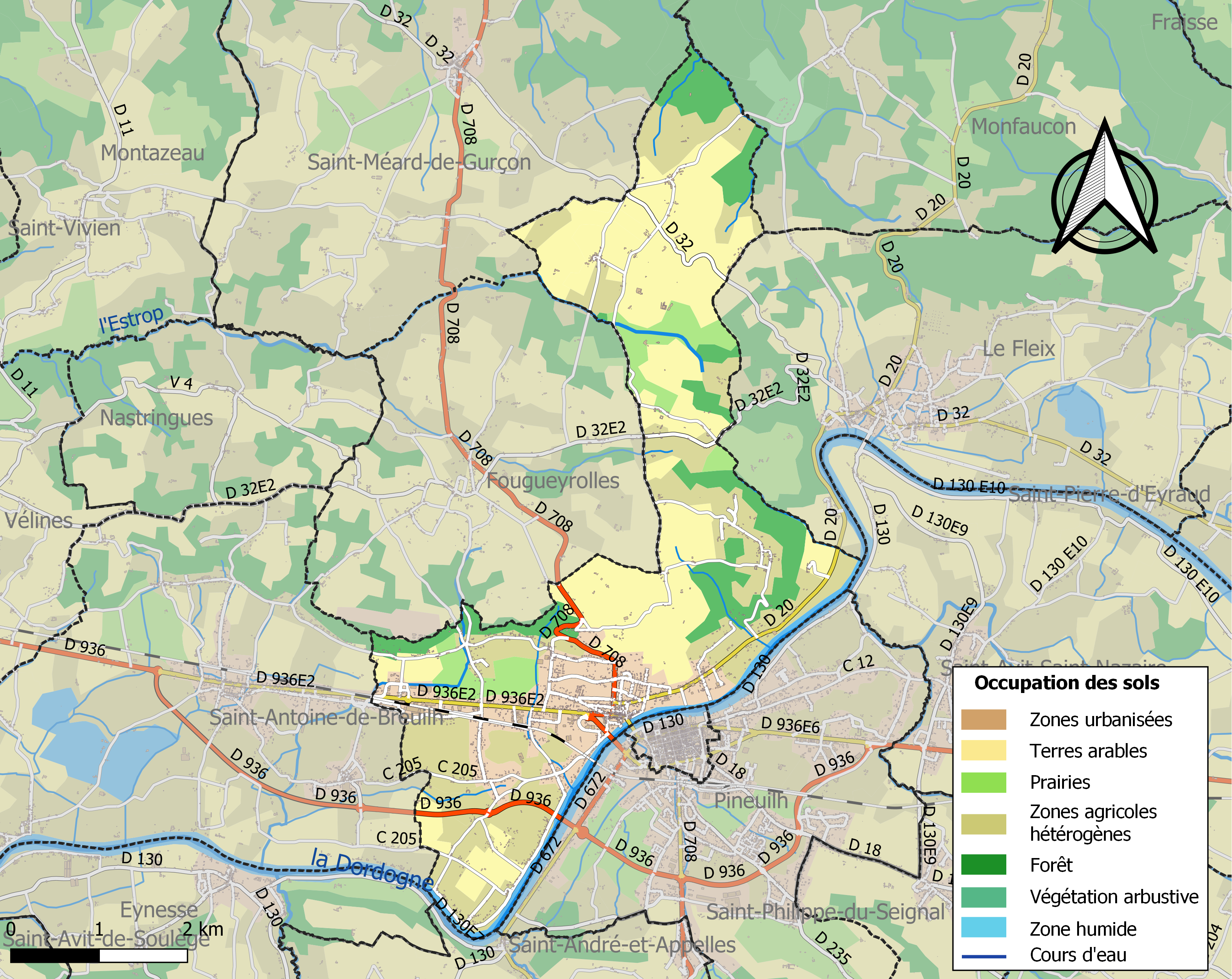
Carte des infrastructures et de l'occupation des sols de la commune en 2018 (CLC).

### Prévention des risques
Le territoire de la commune de Port-Sainte-Foy-et-Ponchapt est vulnérable à différents aléas naturels : météorologiques (tempête, orage, neige, grand froid, canicule ou sécheresse), inondations, feux de forêts, mouvements de terrains et séisme (sismicité très faible). Il est également exposé à un risque technologique, la rupture d'un barrage. Un site publié par le BRGM permet d'évaluer simplement et rapidement les risques d'un bien localisé soit par son adresse soit par le numéro de sa parcelle.

#### Risques naturels
La commune fait partie du territoire à risques importants d'inondation (TRI) de Bergerac, regroupant les 22 communes (15 en Dordogne et 7 en Gironde) concernées par un risque de débordement de la Dordogne, un des 18 TRI qui ont été arrêtés fin 2012 sur le bassin Adour-Garonne. Les événements significatifs antérieurs à 2014 sont la crue de 1843 (4 100 m3/s à Bergerac, la crue de référence historique de période de retour au moins centennale), les crues de 1912, 1944 et 1952 (période de retour de 50 ans) et les crues de 1982 et 1994 (période de retour de 20 ans). Des cartes des surfaces inondables ont été établies pour trois scénarios : fréquent (crue de temps de retour de 10 ans à 30 ans), moyen (temps de retour de 100 ans à 300 ans) et extrême (temps de retour de l'ordre de 1 000 ans, qui met en défaut tout système de protection). La commune a été reconnue en état de catastrophe naturelle au titre des dommages causés par les inondations et coulées de boue survenues en 1982, 1993, 1999 et 2015,. Le risque inondation est pris en compte dans l'aménagement du territoire de la commune par le biais du plan de prévention des risques inondation (PPRI) de la « vallée de la Dordogne », couvrant 9 communes et approuvé le 19 décembre 2002, pour les crues de la Dordogne,.
Port-Sainte-Foy-et-Ponchapt est exposée au risque de feu de forêt. L’arrêté préfectoral du 14 mars 2013 fixe les conditions de pratique des incinérations et de brûlage dans un objectif de réduire le risque de départs d’incendie. À ce titre, des périodes sont déterminées : interdiction totale du 15 février au 15 mai et du 15 juin au 15 octobre, utilisation réglementée du 16 mai au 14 juin et du 16 octobre au 14 février. En septembre 2020, un plan inter-départemental de protection des forêts contre les incendies (PidPFCI) a été adopté pour la période 2019-2029,.

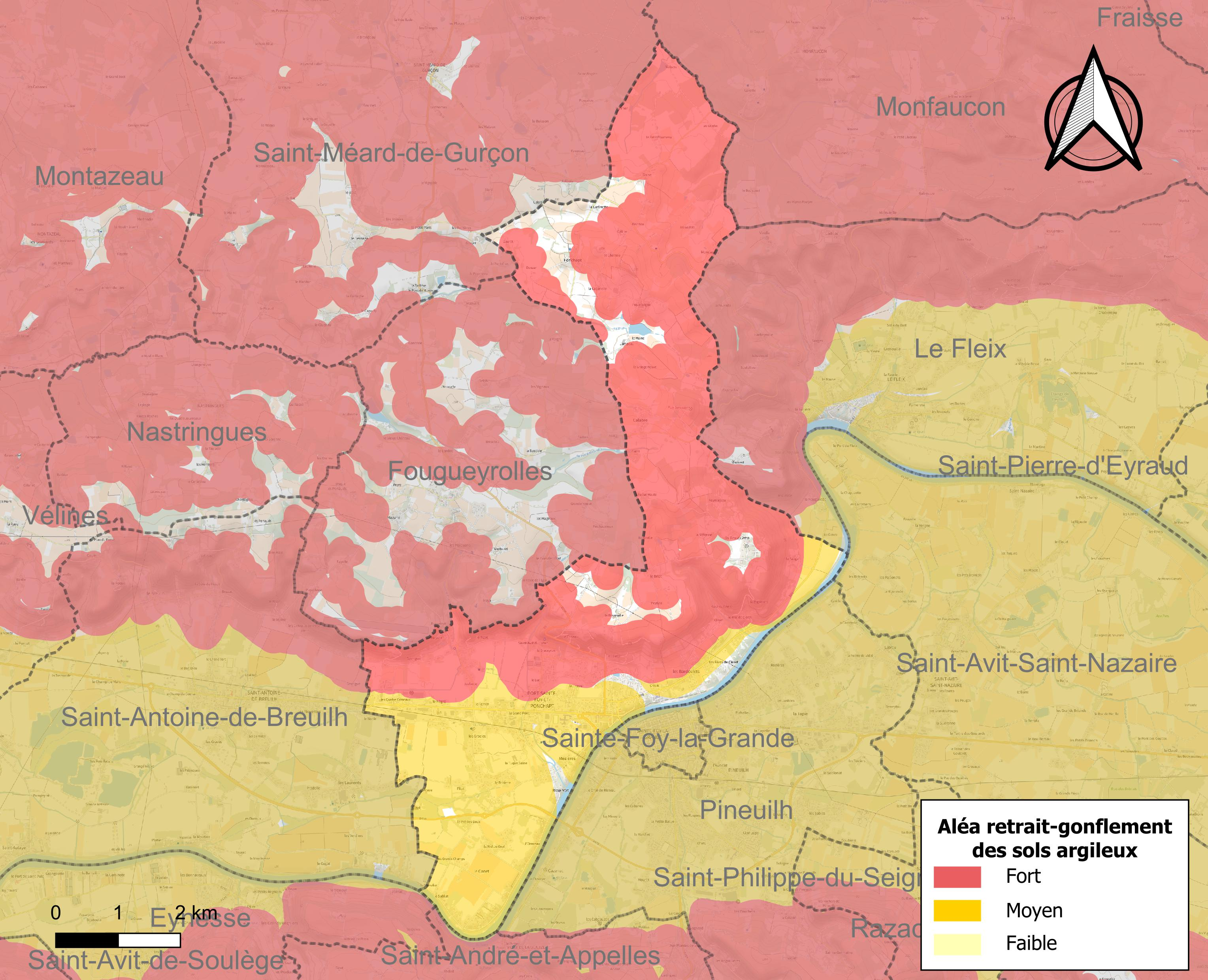
Carte des zones d'aléa retrait-gonflement des sols argileux de Port-Sainte-Foy-et-Ponchapt.

Les mouvements de terrains susceptibles de se produire sur la commune sont des tassements différentiels. Le retrait-gonflement des sols argileux est susceptible d'engendrer des dommages importants aux bâtiments en cas d’alternance de périodes de sécheresse et de pluie. 90,2 % de la superficie communale est en aléa moyen ou fort (58,6 % au niveau départemental et 48,5 % au niveau national métropolitain). Depuis le 1er octobre 2020, en application de la loi ÉLAN, différentes contraintes s'imposent aux vendeurs, maîtres d'ouvrages ou constructeurs de biens situés dans une zone classée en aléa moyen ou fort,.
La commune a été reconnue en état de catastrophe naturelle au titre des dommages causés par la sécheresse en 1989, 1992, 1995, 2005, 2011, 2012 et 2015 et par des mouvements de terrain en 1999.

#### Risque technologique
La commune est en outre située en aval du barrage de Bort-les-Orgues, un ouvrage de classe A situé dans le département de la Corrèze et faisant l'objet d'un PPI depuis 2009. À ce titre elle est susceptible d’être touchée par l’onde de submersion consécutive à la rupture de cet ouvrage.

## Toponymie
Le nom de Sanctus Petrus de Punchac est mentionné pour la première fois en 1122.
En occitan, la commune porte le nom de Lo Pòrt de Senta Fe e Ponchac.

## Histoire

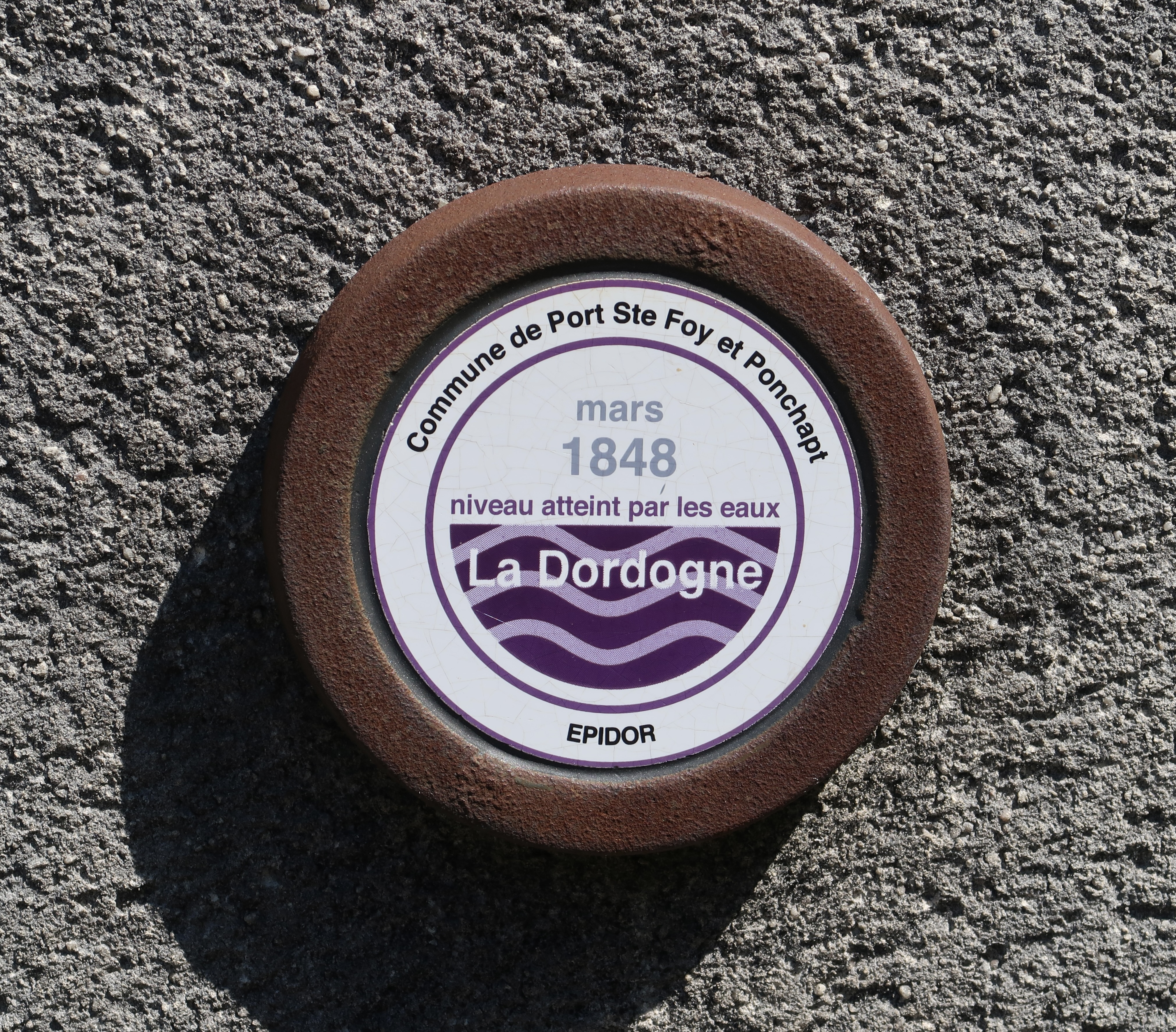
Repère de crue.

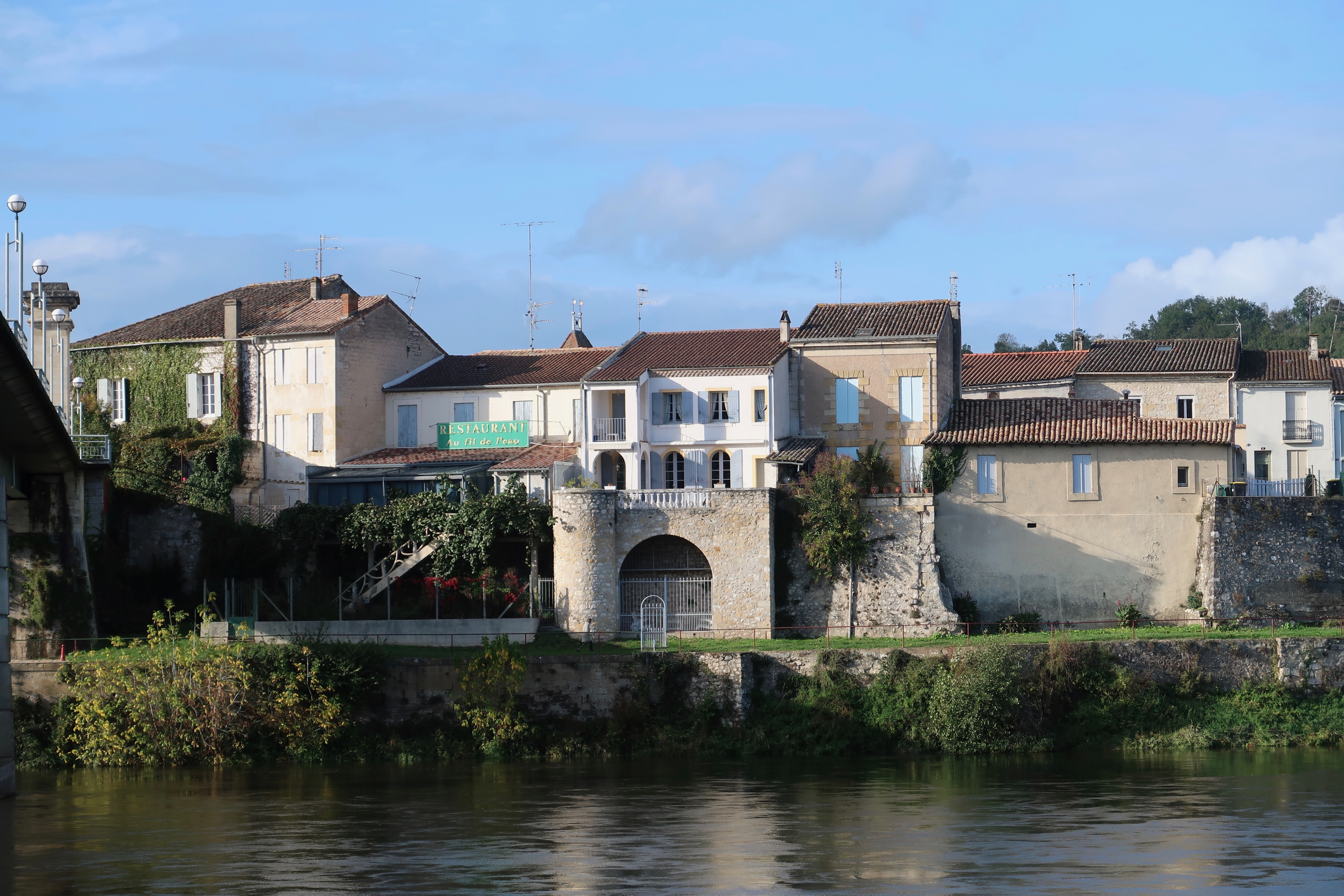

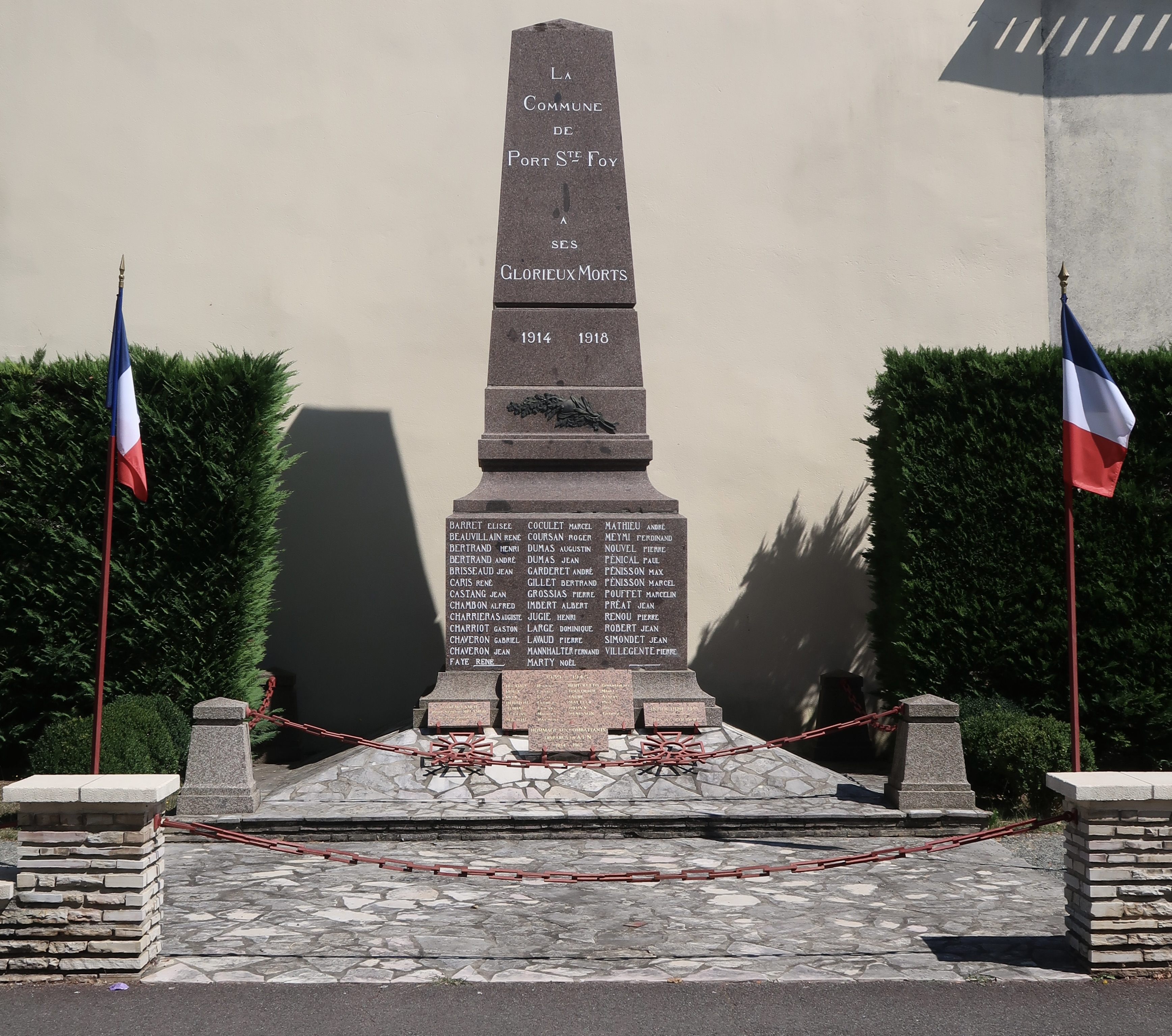
Monument aux morts.

Le long de la promenade de la Batellerie, des repères indiquent le niveau des crues importantes de la Dordogne de 1848 et 1944.
En 1859, les trois communes de Saint-Avit-du-Tizac, Le Canet et La Rouquette fusionnent sous le nouveau nom de Port-Sainte-Foy, c'est-à-dire le port de Sainte-Foy-la-Grande, commune située sur l'autre rive.
En septembre 1939, à la suite de l'avancée des forces allemandes en Alsace et en Lorraine, les habitants de ces deux régions sont évacués et répartis dans le Centre-Ouest et le Sud-Ouest de la France. Le 10 septembre, la gare de Sainte-Foy-la-Grande voit arriver 850 Alsaciens originaires de Plobsheim, dont une partie est accueillie à Port-Sainte-Foy.
En 1960, les communes de Ponchapt et de Port-Sainte-Foy fusionnent sous le nom de Port-Sainte-Foy-et-Ponchapt.
En eaux profondes, ce petit village de mariniers, pêcheurs, artisans, et commerçants de la vigne et du vin a connu son apogée artisanal et commercial avec l'âge d'or de la batellerie sur la Dordogne. Une intense vie marinière animait alors quais, chais et entrepôts bordant la rivière.
Le 8 septembre 1997, le train TER en provenance de Bordeaux et à destination de Sarlat percute à 120 km/h un camion-citerne chargé de 31 tonnes d'hydrocarbures, au passage à niveau du Noble où se croisent la ligne ferroviaire de Libourne au Buisson et la route départementale 936 (axes Bordeaux-Bergerac). Le bilan de cet accident est de 13 morts et 43 blessés, dont dix grièvement brûlés.
Au XXIe siècle, Port-Sainte-Foy-et-Ponchapt promeut le tourisme et les loisirs : sentiers de randonnées, églises romanes et moulins, deux bases de loisirs nautiques (aviron et canoë-kayak), tennis-club et enfin la Maison du Fleuve et du Vin, musée de la Dordogne batelière, avec sa vue imprenable sur la Dordogne.

## Politique et administration

### Tendances politiques et résultats
Les personnalités exerçant une fonction élective dont le mandat est en cours et en lien direct avec le territoire de Port-Sainte-Foy-et-Ponchapt sont les suivantes :
| Élection             | Territoire                             | Titre                      | Nom                                  | Tendance politique |  | Début de mandat  | Fin de mandat |
| -------------------- | -------------------------------------- | -------------------------- | ------------------------------------ | ------------------ |  | ---------------- | ------------- |
| Municipales 2020     | Commune de Port-Sainte-Foy-et-Ponchapt | Maire                      | Jacques Reix                         | SE                 |  | 28 mai 2020      | mars 2026     |
| Départementales 2021 | Canton du Pays de Montaigne et Gurson  | Conseillers départementaux | Christel Defoulny et Éric Frétillère | DVD                |  | 1er juillet 2021 | mars 2028     |
| Législatives 2024    | 2e circonscription de la Dordogne      | Député                     | Serge Muller                         | RN                 |  | 8 juillet 2024   | juillet 2029  |

#### Élections présidentielles
Résultats des seconds tours ou des deux meilleurs scores du premier tour si dépassement de 50 % :
- Élection présidentielle de 1848 : 77,72 % pour Louis-Napoléon Bonaparte (Bonapartiste), 20,89 % pour Eugène Cavaignac (Républicain modéré). Le taux de participation était de 70,59 %.
- Élection présidentielle de 1965 : 52,74 % pour François Mitterrand (CIR), 47,26 % pour Charles de Gaulle (UNR-UDT). Le taux de participation était de 80,38 %.
- Élection présidentielle de 1969 : 54,42 % pour Alain Poher (CD), 45,58 % pour Georges Pompidou (UDR). Le taux de participation était de 73,14 %.
- Élection présidentielle de 1974 : 54,69 % pour François Mitterrand (PS), 45,31 % pour Valéry Giscard d'Estaing (FNRI). Le taux de participation était de 84,48 %.
- Élection présidentielle de 1981 : 57,62 % pour François Mitterrand (PS), 42,38 % pour Valéry Giscard d'Estaing (UDF). Le taux de participation était de 90,45 %.
- Élection présidentielle de 1988 : 58,13 % pour François Mitterrand (PS), 41,87 % pour Jacques Chirac (RPR). Le taux de participation était de 87,62 %.
- Élection présidentielle de 1995 : 52,19 % pour Lionel Jospin (PS), 47,81 % pour Jacques Chirac (RPR). Le taux de participation était de 86,57 %.
- Élection présidentielle de 2002[60] : 79,72 % pour Jacques Chirac (RPR), 20,28 % pour Jean-Marie Le Pen (FN). Le taux de participation était de 84,85 %.
- Élection présidentielle de 2007[61] : 51,43 % pour Ségolène Royal (PS), 48,57 % pour Nicolas Sarkozy (UMP). Le taux de participation était de 87,88 %.
- Élection présidentielle de 2012[62] : 55,74 % pour François Hollande (PS), 44,26 % pour Nicolas Sarkozy (UMP). Le taux de participation était de 83,89 %.
- Élection présidentielle de 2017[63] : 61,53 % pour Emmanuel Macron (EM), 38,47 % pour Marine Le Pen (FN). Le taux de participation était de 76,24 %.
- Élection présidentielle de 2022[64] : 52,65 % pour Emmanuel Macron (LREM), 47,35 % pour Marine Le Pen (FN). Le taux de participation était de 75,21 %.

#### Élections législatives
Résultats des seconds tours :
- Élections législatives de 1993 : 57,34 % pour Katherine Traissac (UDF), 42,66 % pour Daniel Garrigue (RPR). Le taux de participation était de 63,86 %.
- Élections législatives de 1997 : 57,85 % pour Michel Suchod (MDC), 42,15 % pour Daniel Garrigue (RPR). Le taux de participation était de 79,59 %.
- Élections législatives de 2002[65] : 52,19 % pour Daniel Garrigue (UMP), 47,81 % pour Cécile Labarthe (PS). Le taux de participation était de 68,65 %.
- Élections législatives de 2007[66] : 52,77 % pour Cécile Labarthe (PS), 47,23 % pour Daniel Garrigue (UMP). Le taux de participation était de 68,03 %.
- Élections législatives de 2012[67] : 55,36 % pour Brigitte Allain (EÉLV), 44,64 % pour Dominique Mortemousque (UMP). Le taux de participation était de 62,92 %.
- Élections législatives de 2017[68] : 63,48 % pour Michel Delpon (LREM), 36,52 % pour Robert Dubois (FN). Le taux de participation était de 48,27 %.
- Élections législatives de 2022[69] : 52,25 % pour Serge Muller (RN), 47,75 % pour Michel Delpon (RE). Le taux de participation était de 54,38 %.
- Élections législatives de 2024[70] : 53,10 % pour Serge Muller (RN), 46,90 % pour Christophe Cathus (PS). Le taux de participation était de 70,70 %.

#### Élections européennes
Résultats des deux meilleurs scores :
- Élections européennes de 1994 : 21,70 % pour Dominique Baudis (UDF), 18,45 % pour Michel Rocard (PS). Le taux de participation était de 61,58 %.
- Élections européennes de 1999 : 26,50 % pour François Hollande (PS), 11,14 % pour Charles Pasqua (RPFIE). Le taux de participation était de 56,90 %.
- Élections européennes de 2004[71] : 30,62 % pour Kader Arif (PS), 16,03 % pour Alain Lamassoure (UMP). Le taux de participation était de 45,74 %.
- Élections européennes de 2009[72] : 27,61 % pour Dominique Baudis (UMP), 17,31 % pour Kader Arif (PS). Le taux de participation était de 45,10 %.
- Élections européennes de 2014[73] : 27,51 % pour Louis Aliot (FN), 17,36 % pour Michèle Alliot-Marie (UMP). Le taux de participation était de 48,29 %.
- Élections européennes de 2019[74] : 28,33 % pour Jordan Bardella (RN), 22,00 % pour Nathalie Loiseau (LREM). Le taux de participation était de 57,00 %.
- Élections européennes de 2024[75] : 36,20 % pour Jordan Bardella (RN), 15,03 % pour Valérie Hayer (RE). Le taux de participation était de 59,09 %.

#### Élections régionales
Résultats des seconds tours :
- Élections régionales de 2004[76] : 51,54 % pour Alain Rousset (PS), 29,95 % pour Xavier Darcos (UMP), 18,51 % pour Jacques Colombier (FN). Le taux de participation était de 71,44 %.
- Élections régionales de 2010[77] : 55,77 % pour Alain Rousset (PS), 32,26 % pour Xavier Darcos (UMP), 11,97 % pour Jean Lassalle (MoDem). Le taux de participation était de 56,99 %.
- Élections régionales de 2015[78] : 42,80 % pour Alain Rousset (PS), 28,80 % pour Virginie Calmels (LR), 28,40 % pour Jacques Colombier (FN). Le taux de participation était de 60,76 %.
- Élections régionales de 2021[79] : 43,53 % pour Alain Rousset (PS), 24,37 % pour Edwige Diaz (RN), 12,44 % pour Nicolas Florian (LR), 11,59 % pour Geneviève Darrieussecq (MoDem), 8,07 % pour Nicolas Thierry (EÉLV). Le taux de participation était de 36,20 %.

#### Élections départementales
Résultats des seconds tours :
- Élections départementales de 2015[80] : 43,20 % pour Serge Fourcaud et Pascale Penisson (PS), 30,53 % pour Thierry Boidé (UMP) et Christel Defoulny (DVD), 26,27 % pour Simone Gateau et Jean Gratade (FN). Le taux de participation était de 59,30 %.
- Élections départementales de 2021[81] : 55,77 % pour Christel Defoulny et Éric Frétillère (DVD), 44,23 % pour Serge Fourcaud et Célia Landreau (PS[82]). Le taux de participation était de 36,71 %.

#### Élections cantonales
Résultats des seconds tours :
- Élections cantonales de 1994 : 58,84 % pour Serge Fourcaud (PS), 41,16 % pour Didier Lourec (RPR). Le taux de participation était de 73,95 %.
- Élections cantonales de 2001 :  55,74 % pour Serge Fourcaud (PS), 26,91 % pour Robert Descoins (RPR), 17,35 % pour Didier Lourec (DVD). Le taux de participation était de 76,34 %.
- Élections cantonales de 2008[83] : 52,99 % pour Serge Fourcaud (PS), 47,01 % pour Robert Descoins (DVD). Le taux de participation était de 63,84 %.

### Administration municipale
La population de la commune étant comprise entre 1 500 et 2 499 habitants au recensement de 2017, dix-neuf conseillers municipaux ont été élus en 2020,.

### Liste des maires

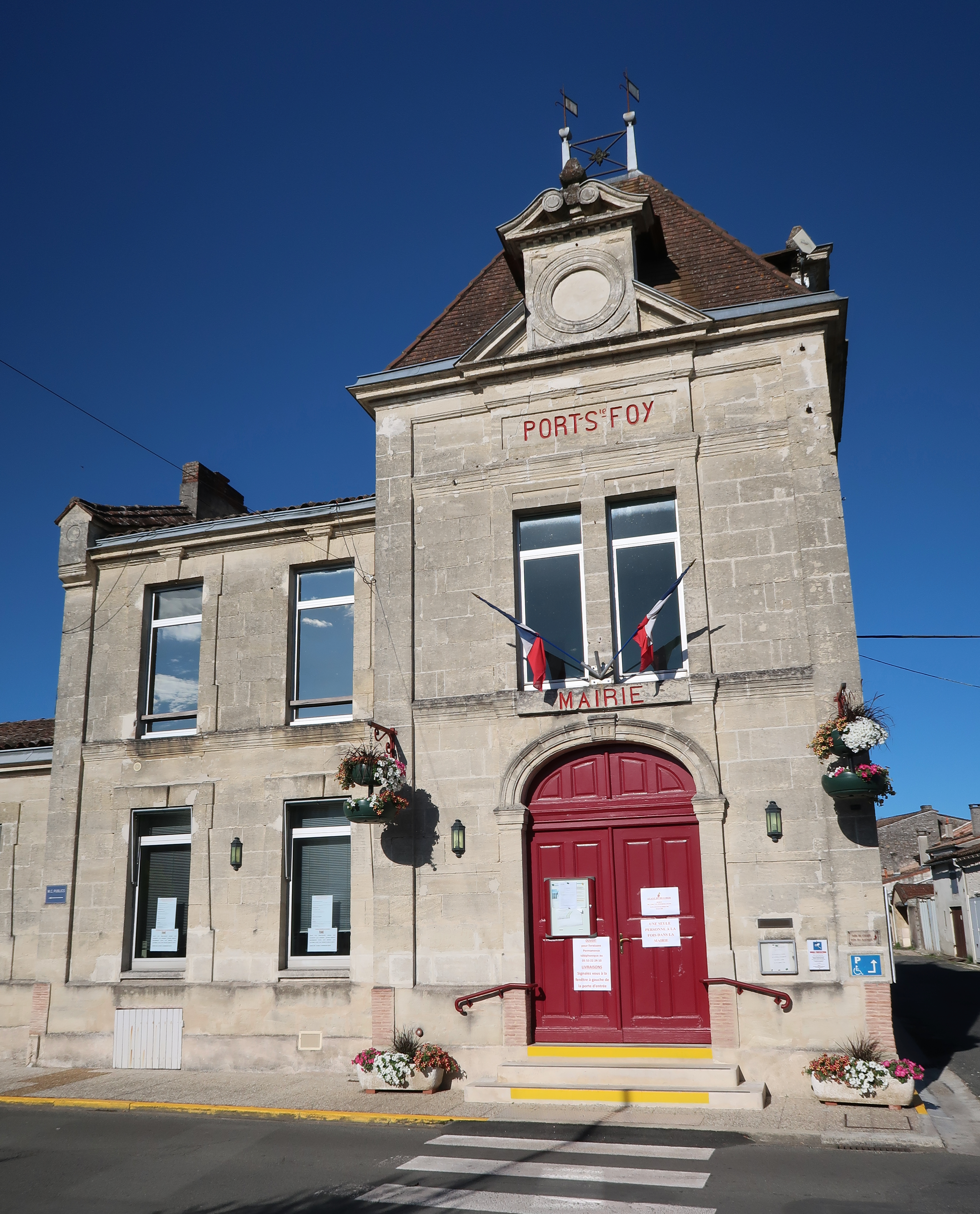
La mairie en 2020.

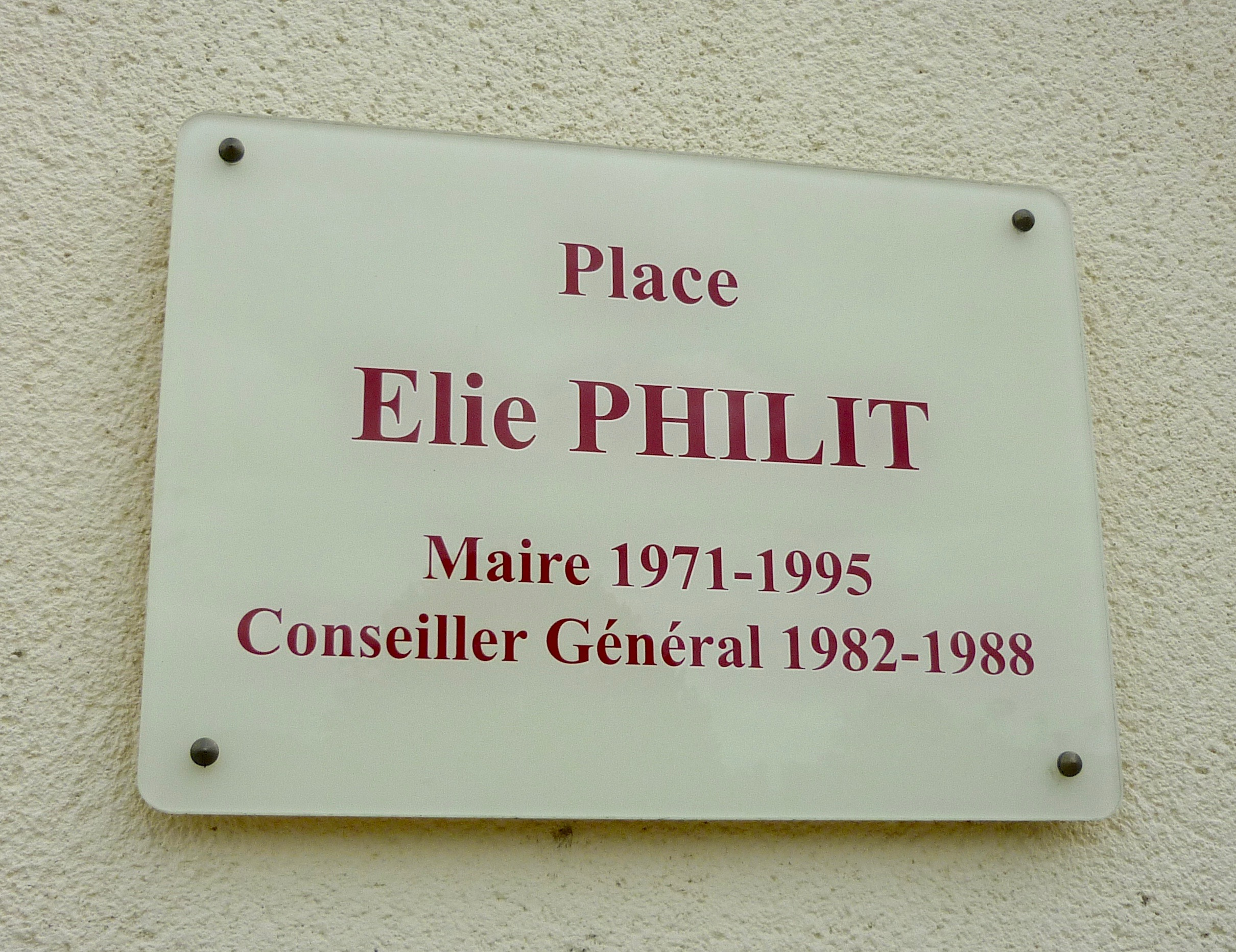
Plaque de la place Elie-Philit.

| Période                                  | Période   | Identité     | Étiquette | Qualité                                             |
| ---------------------------------------- | --------- | ------------ | --------- | --------------------------------------------------- |
| Les données manquantes sont à compléter. |           |              |           |                                                     |
|                                          |           |              |           |                                                     |
| 1971                                     | 1995      | Élie Philit  | PS        | Conseiller général du canton de Vélines (1982-1988) |
| 1995                                     | 2001      | Joël Creton  | PS        |                                                     |
| 2001                                     | mars 2008 | Max Geneste  |           | Comptable à la retraite                             |
| mars 2008 (réélu en mai 2020)            | En cours  | Jacques Reix | SE        | Secrétaire de mairie                                |

### Jumelages

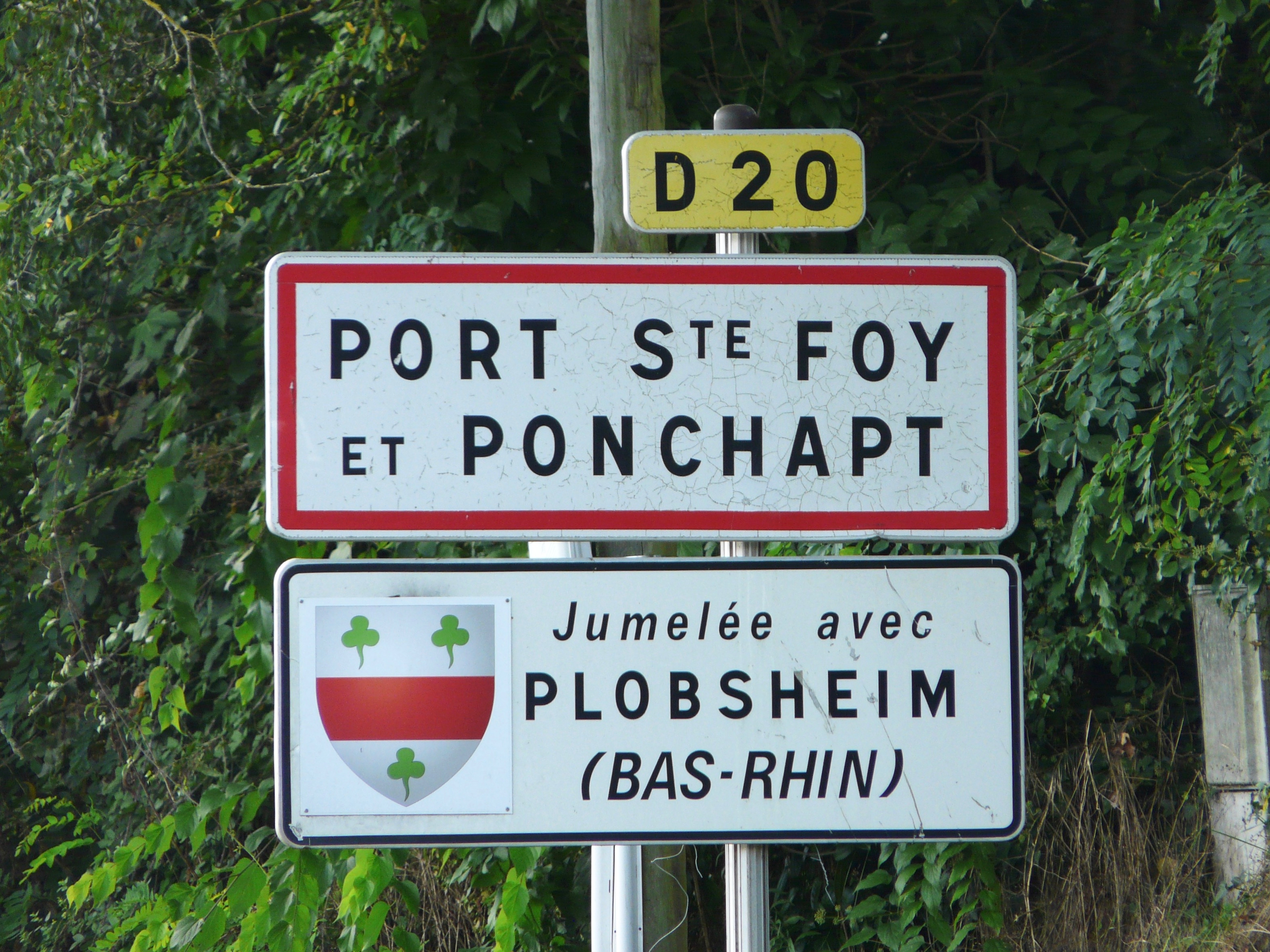
Panneau de jumelage à l'entrée de Port-Sainte-Foy-et-Ponchapt.

- Plobsheim (France) depuis 1998[58].

### Politique environnementale
Dans son palmarès 2024, le Conseil national de villes et villages fleuris de France a attribué une fleur à la commune.

## Équipements et services publics

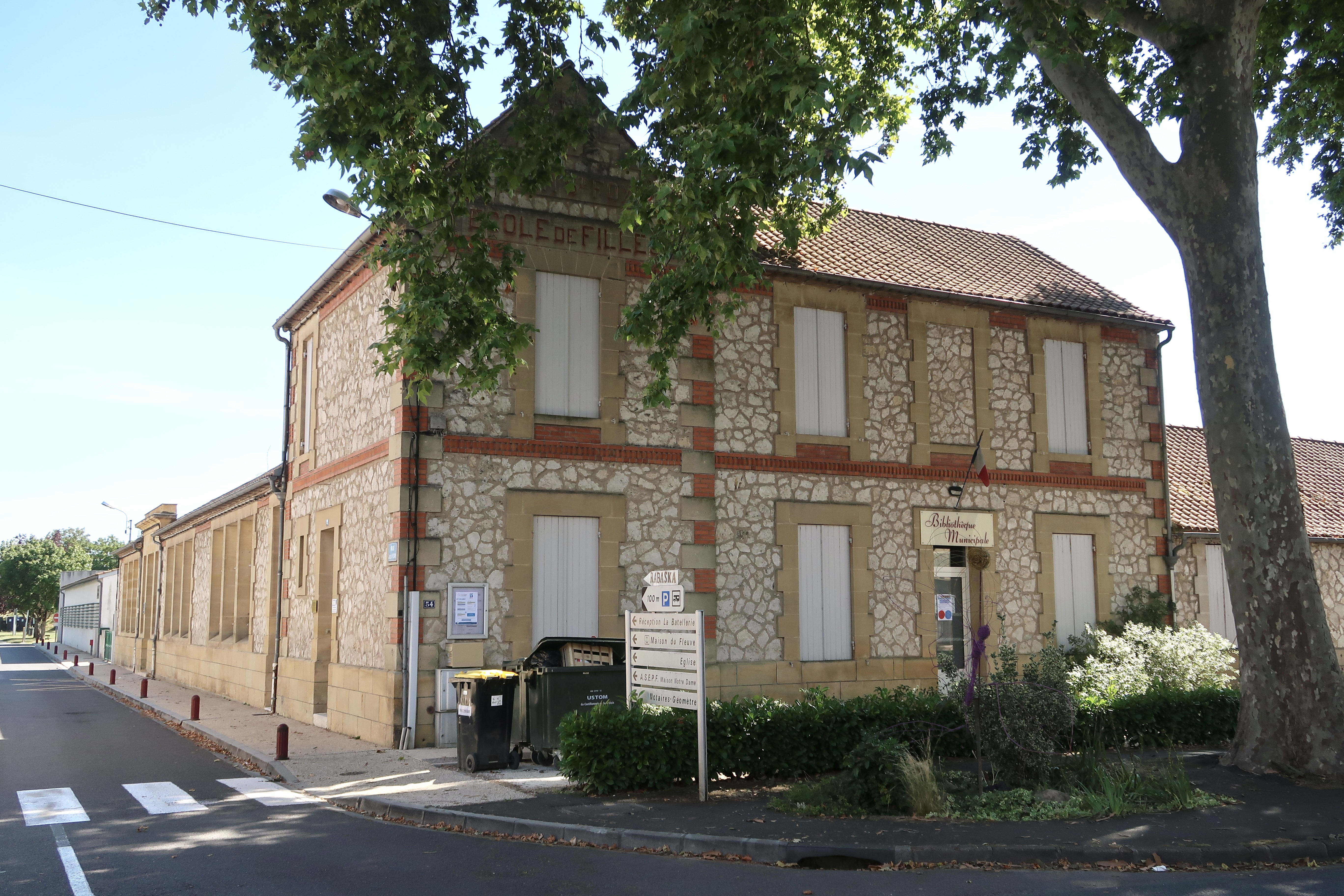
Bibliothèque municipale.

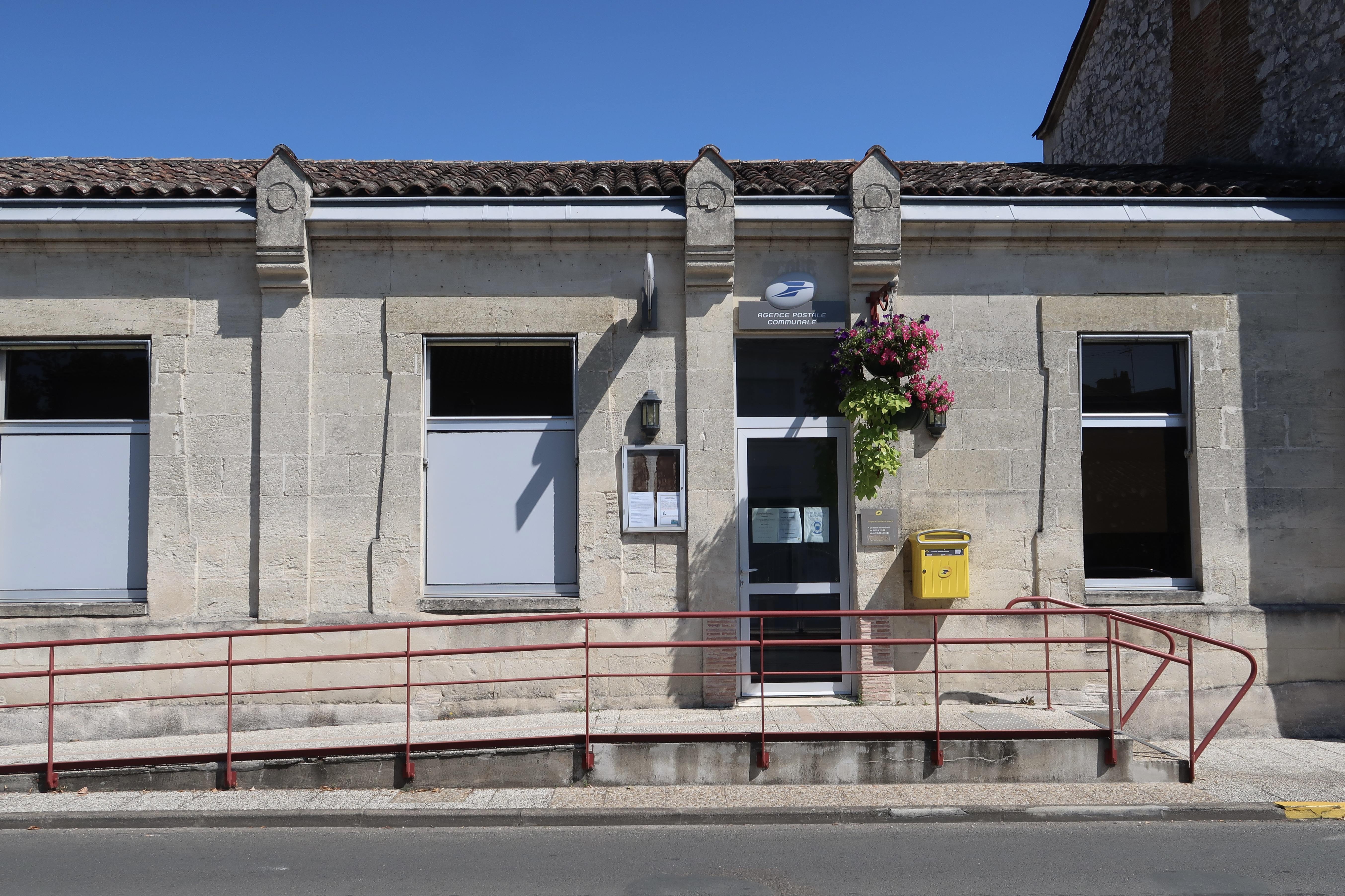
Agence postale.

### Enseignement
À l'origine, l'école communale se trouvait dans le même bâtiment que l'hôtel de ville, comme dans la plupart des autres municipalités (mairie-école).
Avant l'instauration de la mixité, Port-Sainte-Foy disposait d'une école de filles, dont l'inscription est toujours visible sur le fronton du 54 rue Onésime-Reclus, au croisement avec la rue Jules-Ferry. L'édifice accueille de nos jours la bibliothèque municipale.
En 2023, les établissements scolaires (publics) sont les suivants :
- école Rigoberta-Menchú[90] ;
- collège Élie-Faure.

### Justice
Dans le domaine judiciaire, Port-Sainte-Foy-et-Ponchapt relève : 
- du tribunal judiciaire, du tribunal pour enfants, du conseil de prud'hommes et du tribunal de commerce de Bergerac ;
- du pôle Nationalité du tribunal judiciaire de Périgueux (compétent uniquement dans le domaine de la nationalité) ;
- de la cour d'appel, du tribunal administratif et de la  cour administrative d'appel de Bordeaux.

## Population et société

### Démographie
Les habitants de Port-Sainte-Foy-et-Ponchapt sont appelés les Port-Foyens.
Jusqu'en 1859, les trois communes du Canet, de La Rouquette et de Saint-Avit-du-Tizac étaient indépendantes. Leur regroupement a donné naissance à la commune de Port-Sainte-Foy.

#### Avant la fusion de 1859
| 1800 | 1806 | 1821 | 1831 | 1836 |
| ---- | ---- | ---- | ---- | ---- |
| 283  | 298  | 302  | 304  | 289  |

| 1841 | 1846 | 1851 | 1856 | - |
| ---- | ---- | ---- | ---- | - |
| 278  | 286  | 306  | 315  | - |

#### Après la fusion des communes de 1859
Lors de la fusion des communes de 1859, Saint-Avit-du-Tizac prend le nom de Port-Sainte-Foy. En 1960, la commune de Ponchapt fusionne avec Port-Sainte-Foy qui devient Port-Sainte-Foy-et-Ponchapt.
L'évolution du nombre d'habitants est connue à travers les recensements de la population effectués dans la commune depuis 1861. Pour les communes de moins de 10 000 habitants, une enquête de recensement portant sur toute la population est réalisée tous les cinq ans, les populations de référence des années intermédiaires étant quant à elles estimées par interpolation ou extrapolation. Pour la commune, le premier recensement exhaustif entrant dans le cadre du nouveau dispositif a été réalisé en 2006.

En 2022, la commune comptait 2 515 habitants, en évolution de +0,92 % par rapport à 2016 (Dordogne : +0,37 %, France hors Mayotte : +2,11 %).
| 1861  | 1866  | 1872  | 1876  | 1881  | 1886  | 1891  | 1896  | 1901  |
| ----- | ----- | ----- | ----- | ----- | ----- | ----- | ----- | ----- |
| 1 110 | 1 190 | 1 197 | 1 314 | 1 319 | 1 317 | 1 322 | 1 400 | 1 489 |

| 1906  | 1911  | 1921  | 1926  | 1931  | 1936  | 1946  | 1954  | 1962  |
| ----- | ----- | ----- | ----- | ----- | ----- | ----- | ----- | ----- |
| 1 447 | 1 428 | 1 216 | 1 189 | 1 253 | 1 248 | 1 320 | 1 432 | 1 594 |

| 1968  | 1975  | 1982  | 1990  | 1999  | 2006  | 2011  | 2016  | 2021  |
| ----- | ----- | ----- | ----- | ----- | ----- | ----- | ----- | ----- |
| 1 798 | 1 872 | 2 093 | 2 222 | 2 345 | 2 335 | 2 489 | 2 492 | 2 501 |

| 2022  | - | - | - | - | - | - | - | - |
| ----- | - | - | - | - | - | - | - | - |
| 2 515 | - | - | - | - | - | - | - | - |

### Cultes

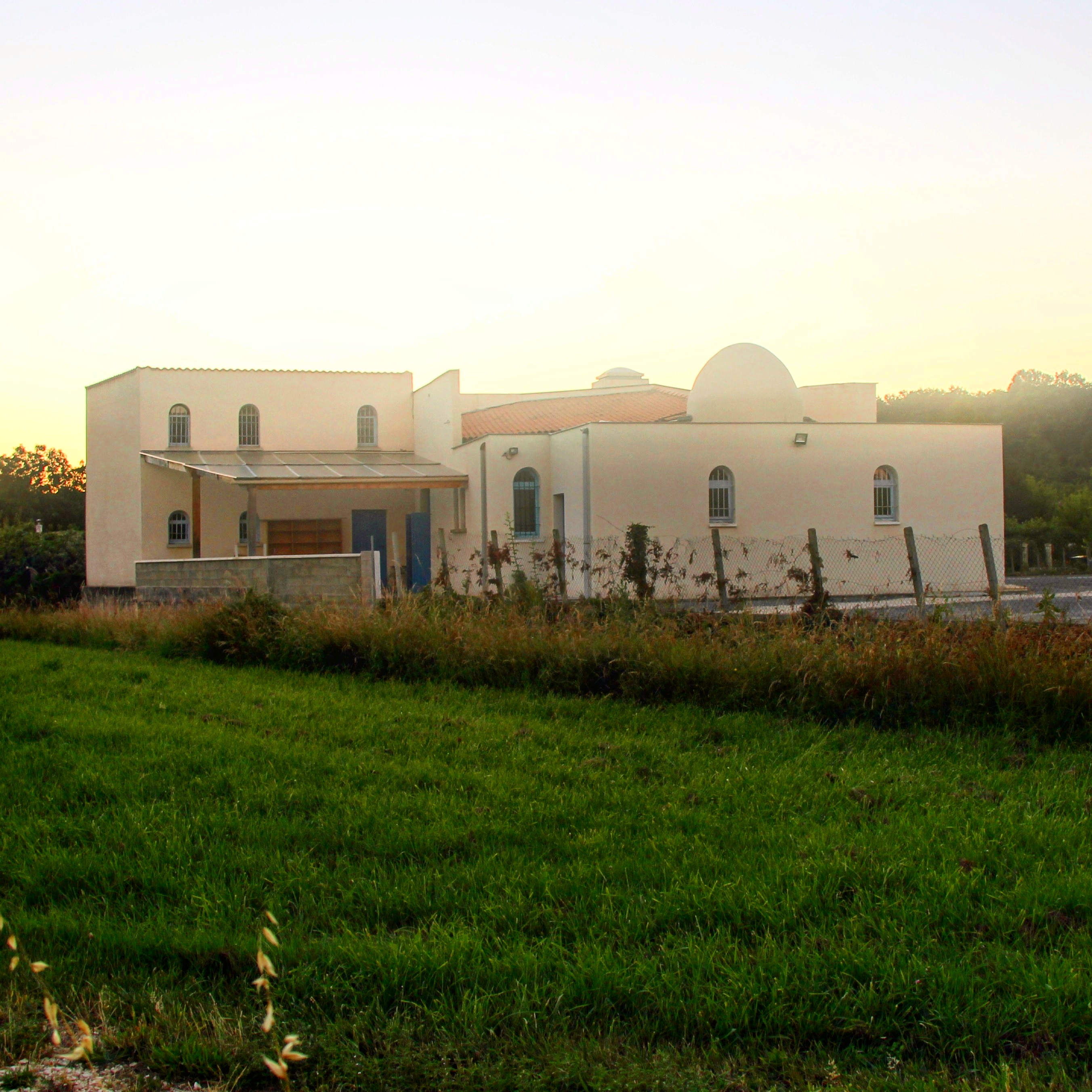
La mosquée de la Paix de Port-Sainte-Foy, édifiée en 1995.

- Église catholique : messes hebdomadaires[97] à Sainte Foy-la-Grande (tous les dimanches à 11 h) ou à Port-Sainte-Foy.
- Églises protestantes de la fédération protestante de France :
  - Église réformée : cultes hebdomadaires à Sainte-Foy-la-Grande ;
  - Église évangélique tzigane : cultes hebdomadaires.
- Culte musulman sunnite : quotidien.

### Sports et loisirs

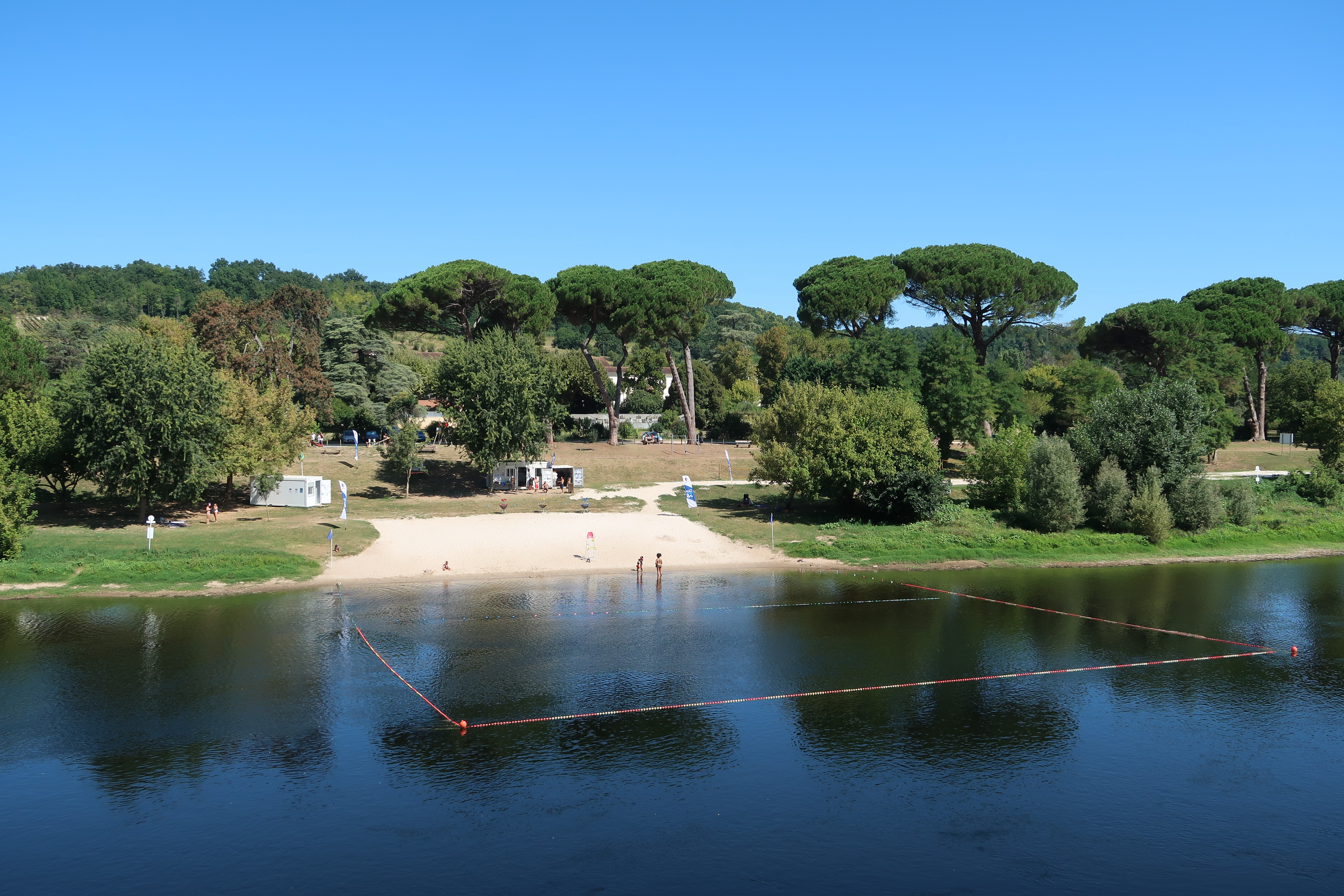
Plage des Bardoulets.

- Complexe sportif de Mézieres Pierre-Lart. Sur plus de 11 872 m2, il accueille plusieurs terrains de sport[98].
- Club de tennis.
- Plage des Bardoulets, au bord de la Dordogne, surveillée durant l'été dans le cadre de l'opération CAP33, en partenariat avec le département de la Gironde. Activités culturelles et sportives proposées, dont du beach-volley[99],[100].

### Manifestations culturelles et festivités
- Salon du livre « Mémoire ancrée », début septembre (13e édition en 2023[101].
- Fête locale « Port en fête » fin août sur un week-end[102],[103].
- Fin août-début septembre, festival de théâtre Pampa (9e édition en 2023[104]).

## Économie

### Emploi
L'emploi est analysé ci-dessous selon qu'il affecte les habitants de Port-Sainte-Foy-et-Ponchapt ou qu'il est proposé sur le territoire de la commune.

#### Emploi des habitants
En 2015, parmi la population communale comprise entre 15 et 64 ans, les actifs représentent 873 personnes, soit 34,9 % de la population municipale. Le nombre de chômeurs (135) a augmenté par rapport à 2010 (122) et le taux de chômage de cette population active s'établit à 15,5 %.

#### Emploi sur la commune

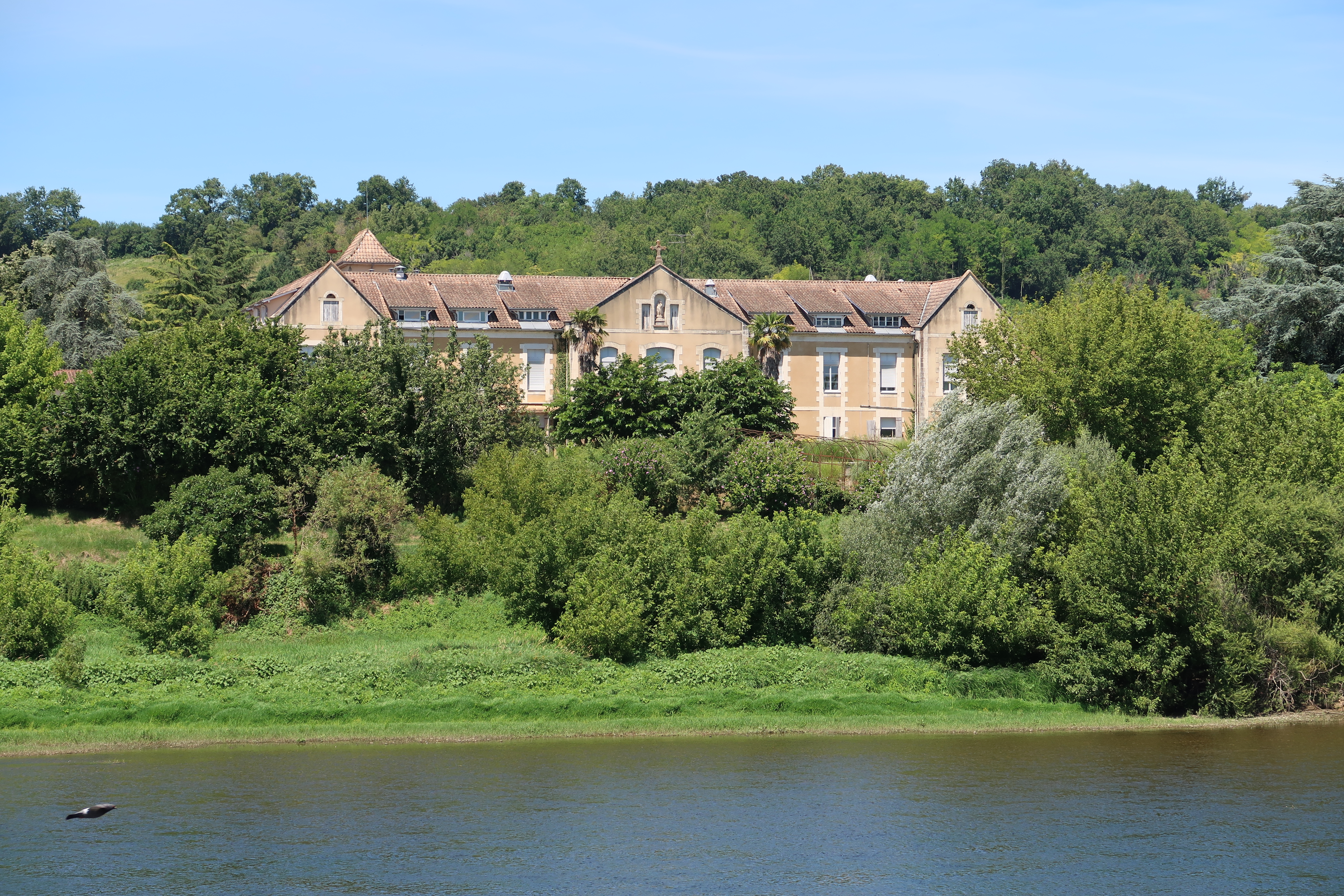
Ehpad Saint-Joseph.

En 2015, la commune offre 984 emplois pour une population de 2 503 habitants. Le secteur tertiaire prédomine avec 42,2 % des emplois mais le secteur administratif (administration publique, enseignement, santé, action sociale) est également très présent avec 33,9 %.
Répartition des emplois par domaines d'activité
|                     | Agriculture, sylviculture ou pêche | Industrie | Construction | Commerce, transports et services | Administration publique, enseignement, santé, action sociale | Total |
| ------------------- | ---------------------------------- | --------- | ------------ | -------------------------------- | ------------------------------------------------------------ | ----- |
| Nombre d'emplois    | 77                                 | 116       | 42           | 415                              | 334                                                          | 984   |
| Pourcentage         | 7,8 %                              | 11,8 %    | 4,3 %        | 42,2 %                           | 33,9 %                                                       | 100 % |
| Source des données. |                                    |           |              |                                  |                                                              |       |

### Établissements
Au 31 décembre 2015, la commune compte 228 établissements, dont 141 au niveau des commerces, transports ou services, trente-trois relatifs au secteur administratif, à l'enseignement, à la santé ou à l'action sociale, vingt-trois dans l'agriculture, la sylviculture ou la pêche, seize dans l'industrie, et quinze dans la construction.
Jusqu'à l'ouverture à Pineuilh du centre commercial Grand Pineuilh, en 2012, Port-Sainte-Foy-et-Ponchapt comptait une grande surface, avenue de Bordeaux, par la suite reconvertie en magasin de bricolage.

## Culture locale et patrimoine

### Lieux et monuments
- Château de Fauga, XVIIIe siècle, inscrit depuis 1989 au titre des monuments historiques[110].
- Château de Larmane, dont l'origine remonte au XVIIe siècle mais qui est fortement remanié au XIXe siècle. Durant la Première Guerre mondiale, il est converti en hôpital de convalescence[111].
- Église de l'Immaculée-Conception, lieu de culte catholique. Au-dessus de la porte de l'église est installé un bas-relief figurant les armoiries (dont une tiare pontificale) du pape Pie IX, pape qui proclama le dogme de l’Immaculée Conception en 1854. Étape du pèlerinage de Saint-Jacques-de-Compostelle (via Lemovicensis). Un refuge paroissial destiné aux pèlerins se trouve près de l'église. Une coquille Saint-Jacques en métal est incrustée dans la voirie, au croisement de la rue Notre-Dame et de la rue Jacques-Jasmin.
Avant la construction du pont Michel-de-Montaigne, les pèlerins gagnaient Sainte-Foy-la-Grande par le bac et, lorsque c'était possible, par un gué[112].
- Église de Ponchapt, lieu de culte catholique.
- Temple protestant de Port-Sainte-Foy (désaffecté).
- La Maison du Fleuve et du Vin, musée de la Batellerie de Dordogne, fondée en 1996[113].

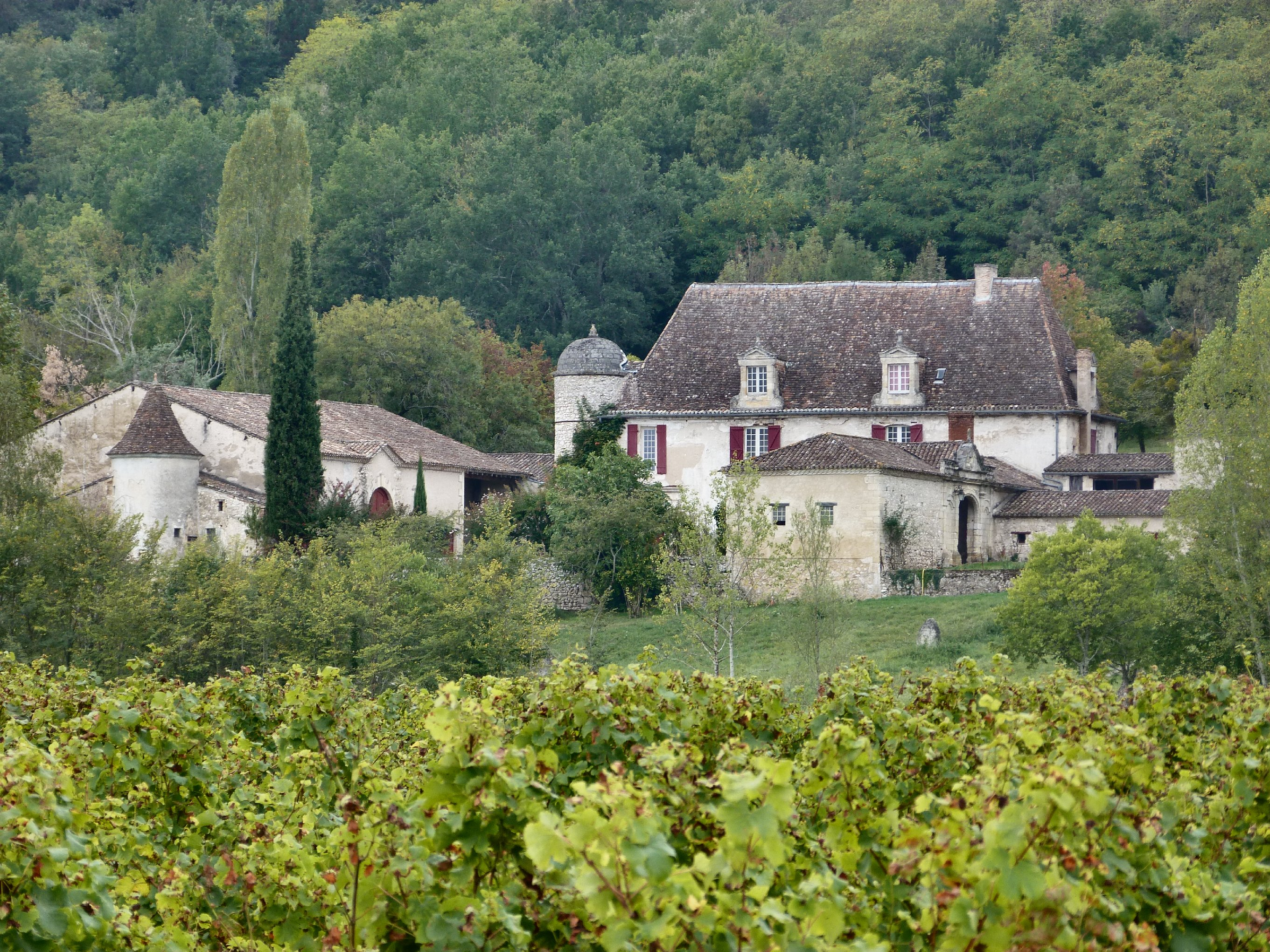
Le château de Fauga.
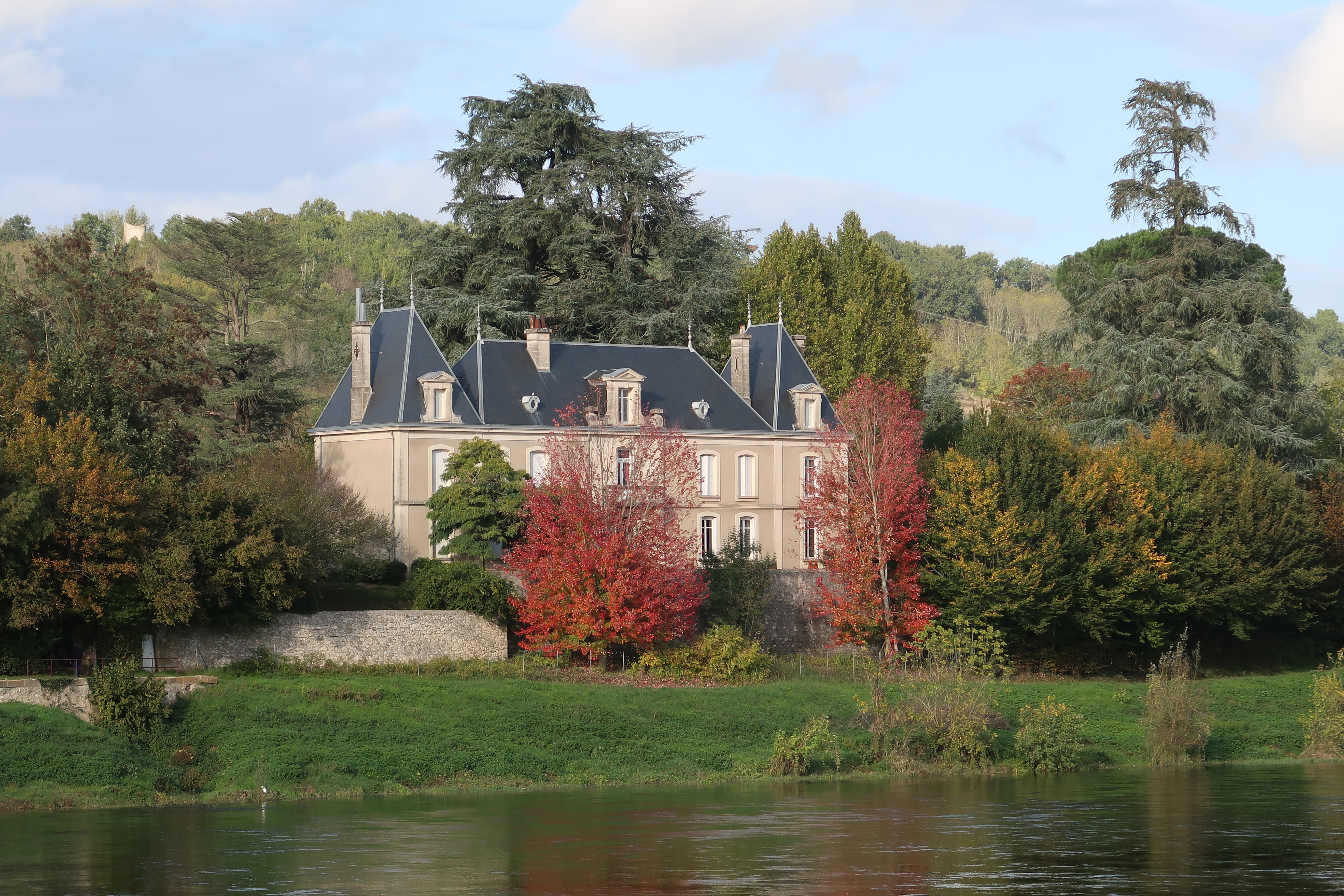
Le château de Larmane.
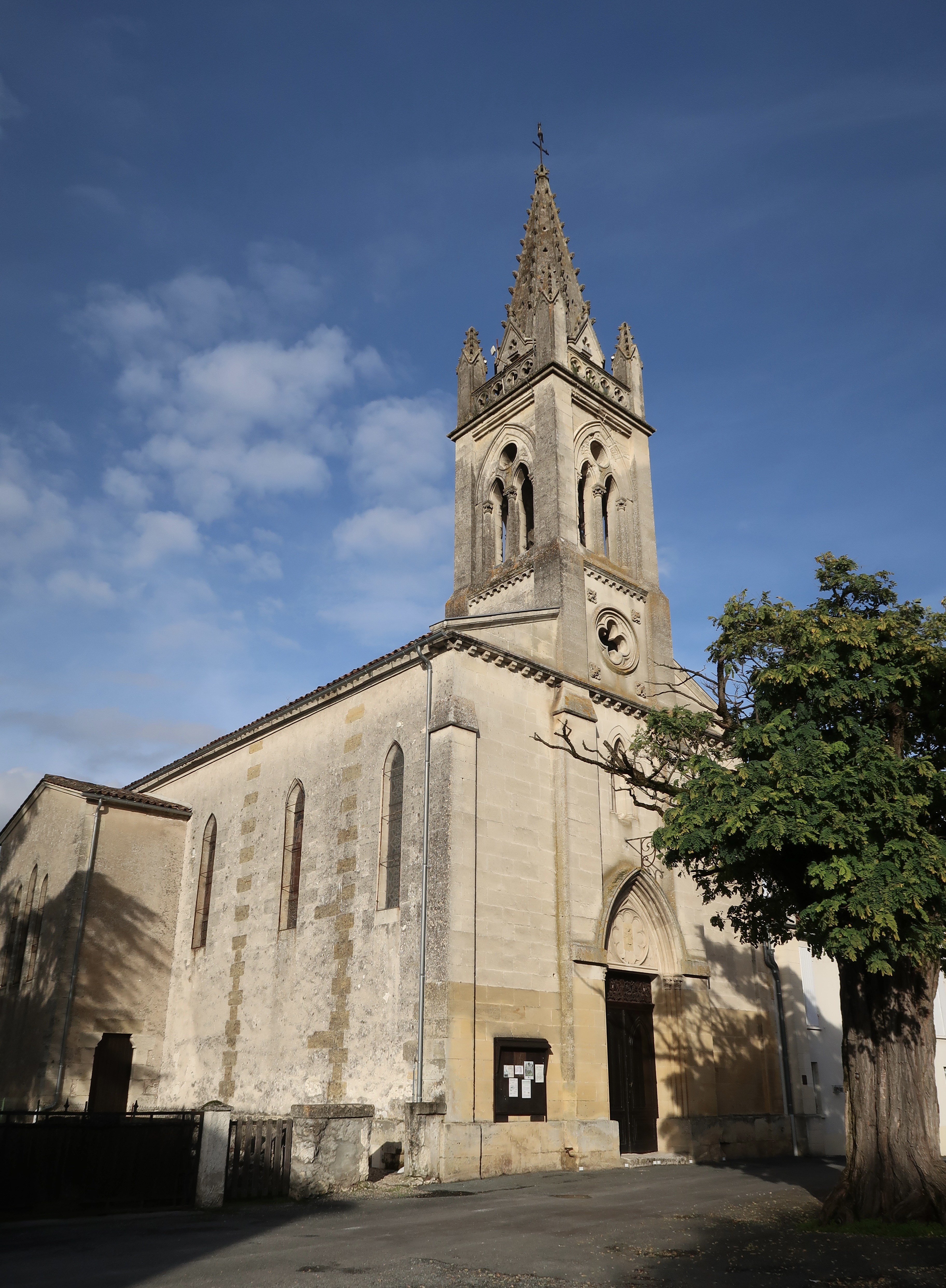
L'église de l'Immaculée-Conception.
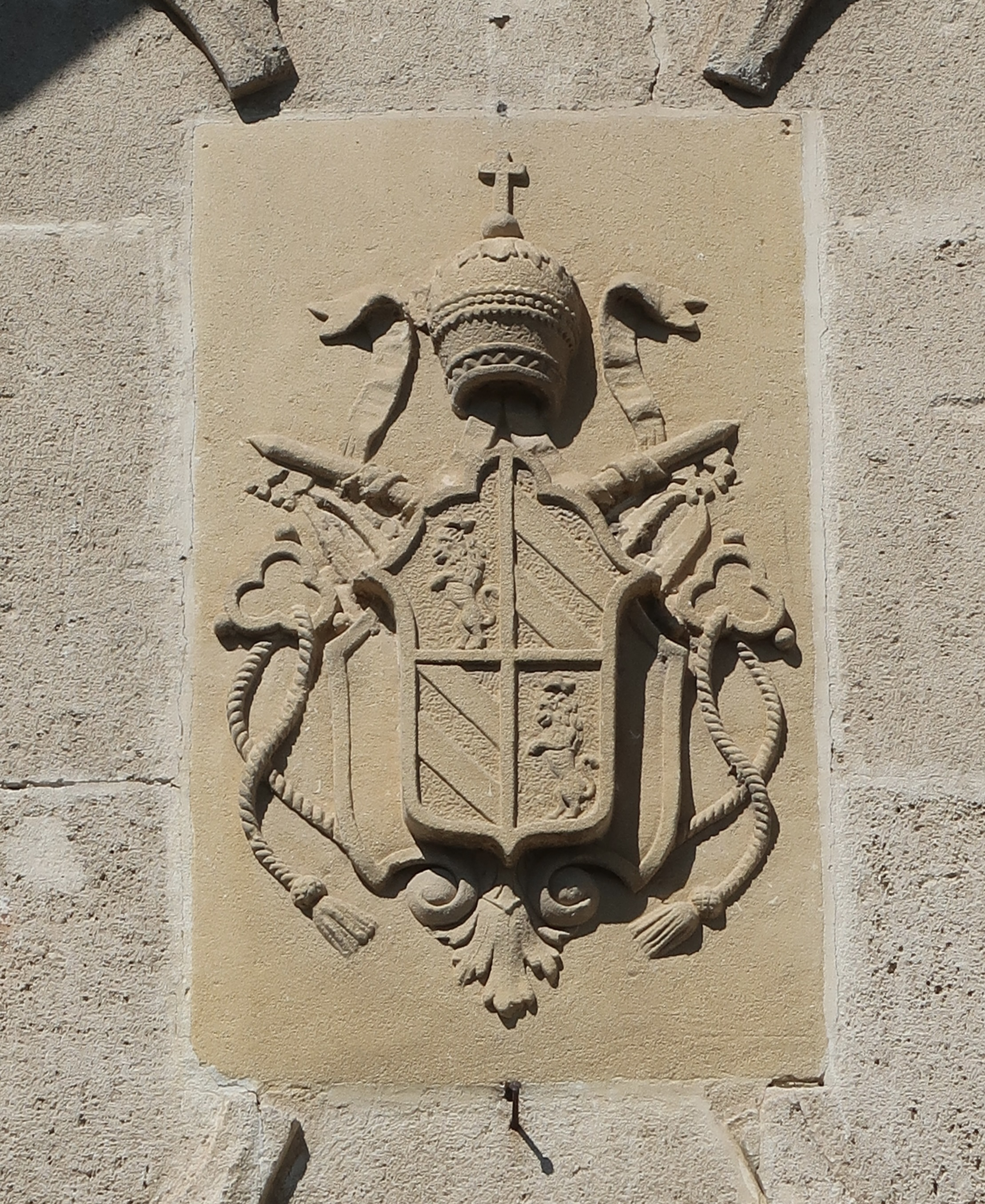
Armoiries du pape Pie IX.
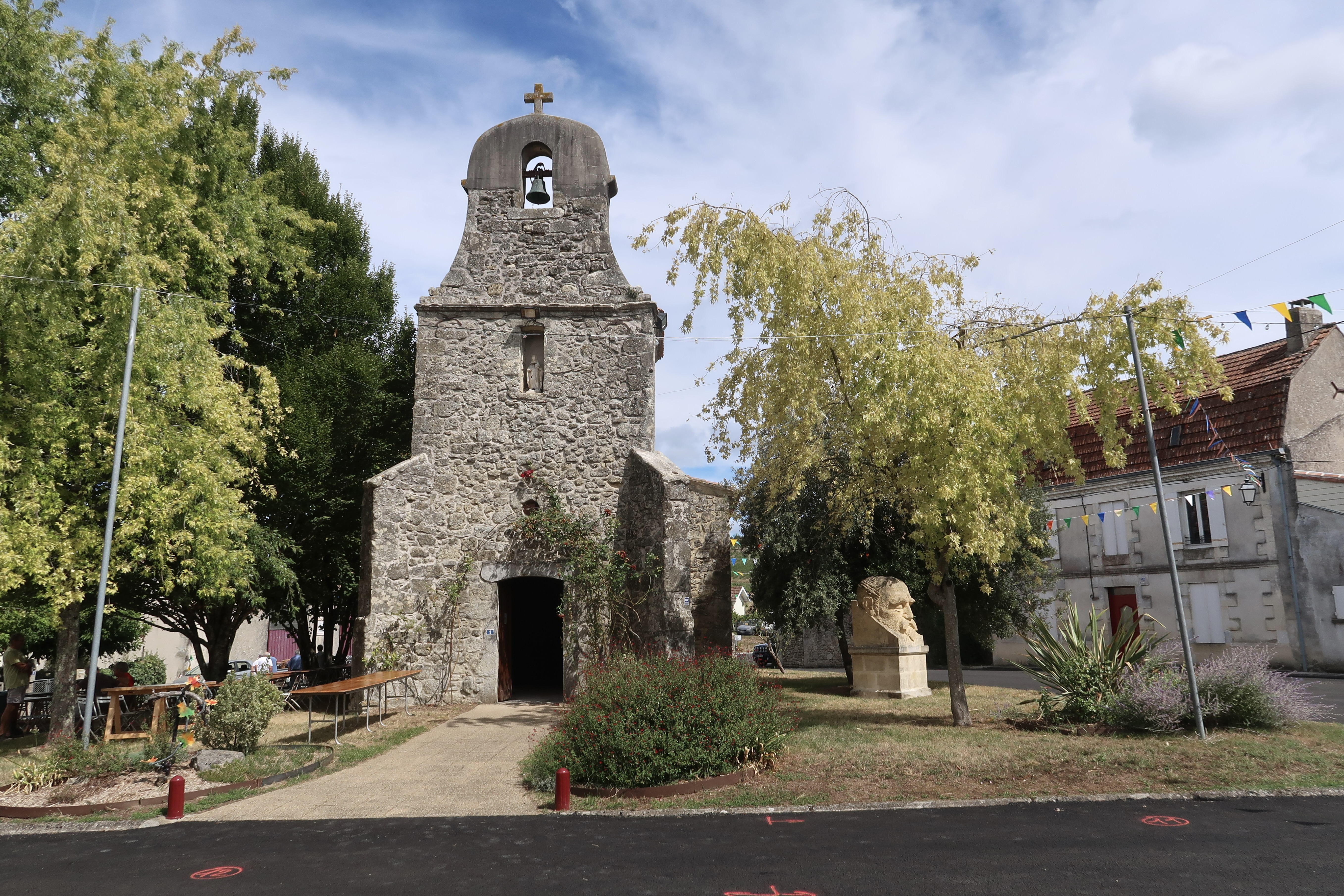
L'église de Ponchapt.
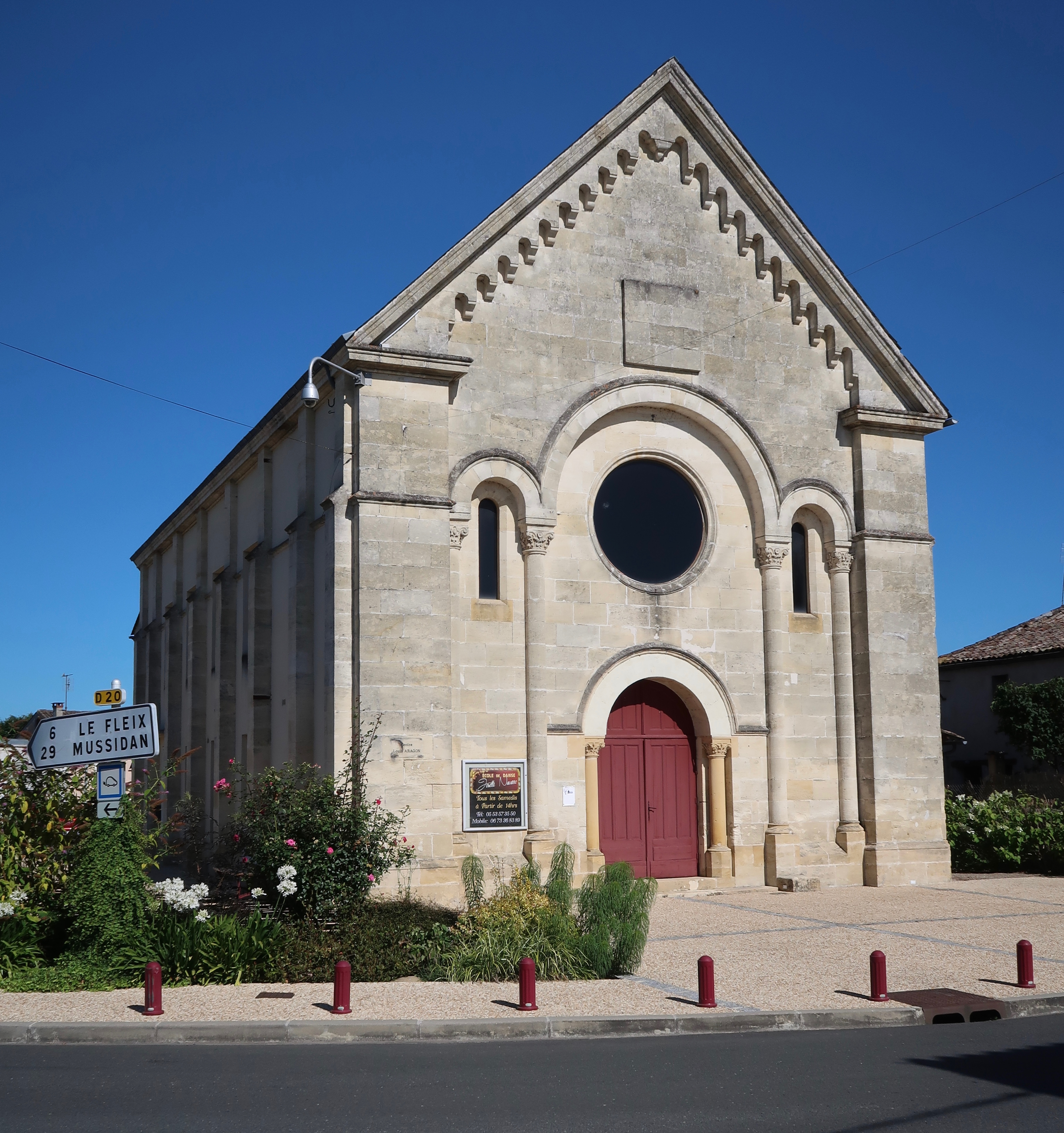
L'ancien temple.
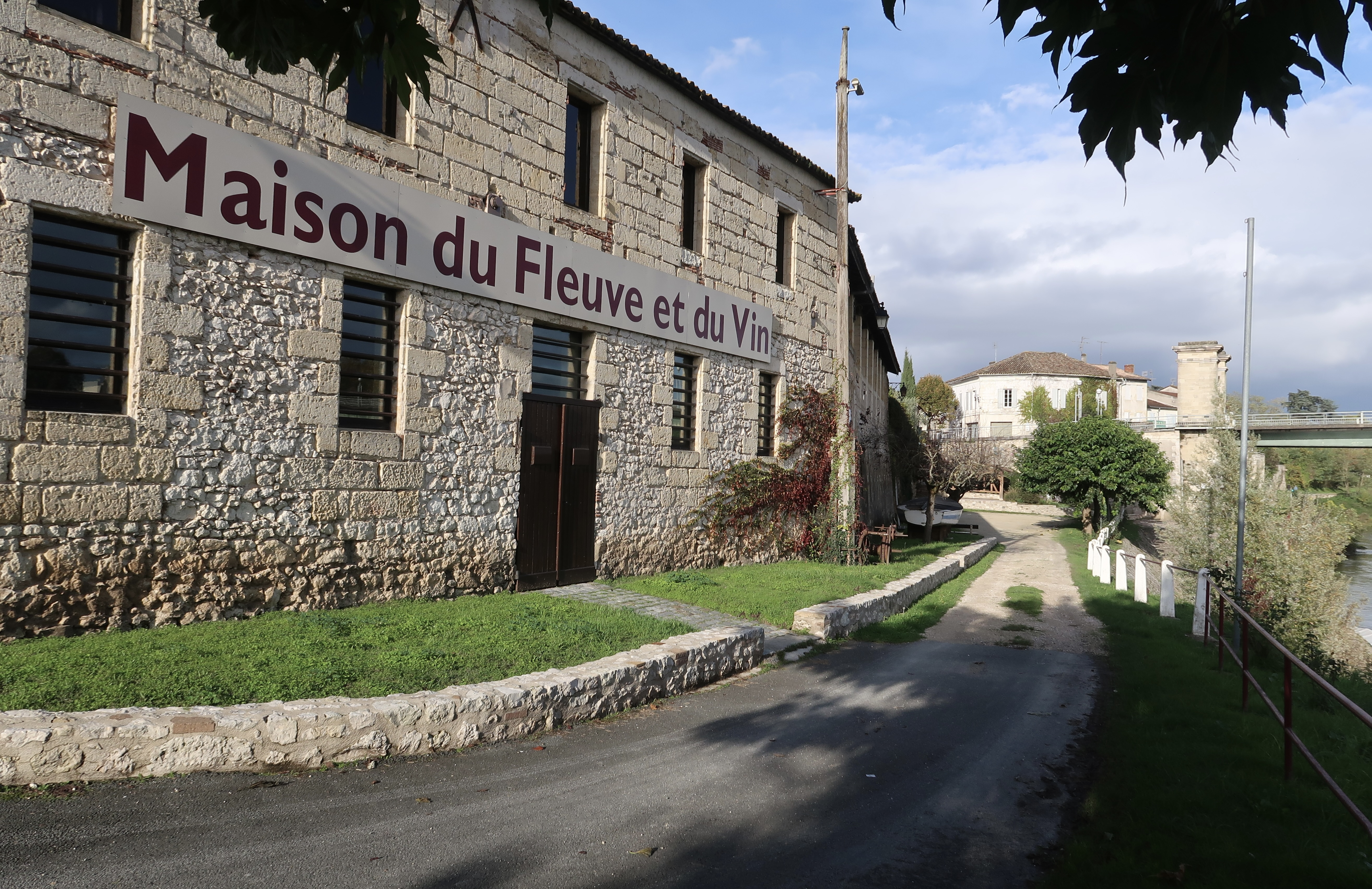
La maison du Fleuve et du Vin, musée de la Batellerie.
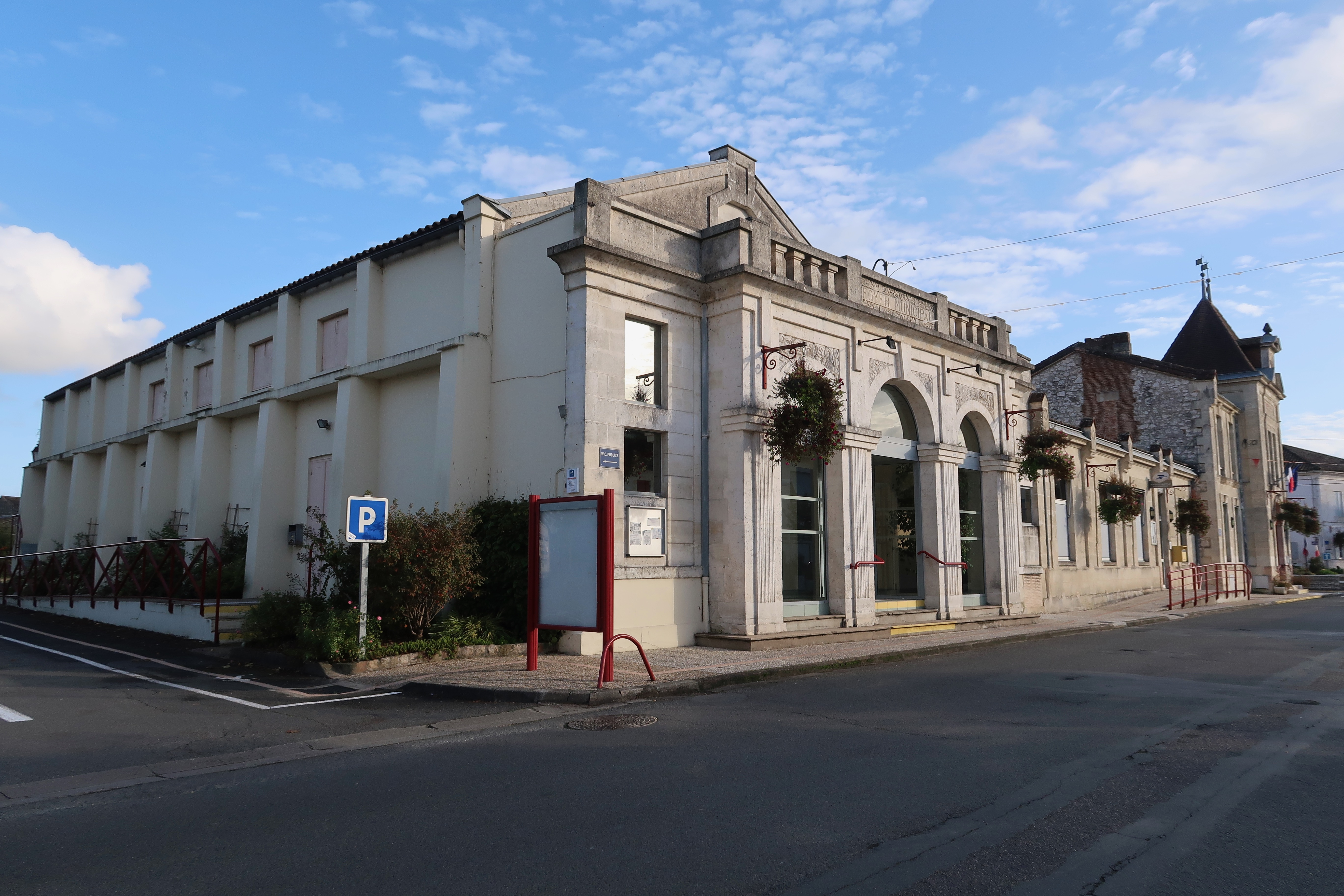
Le foyer municipal.
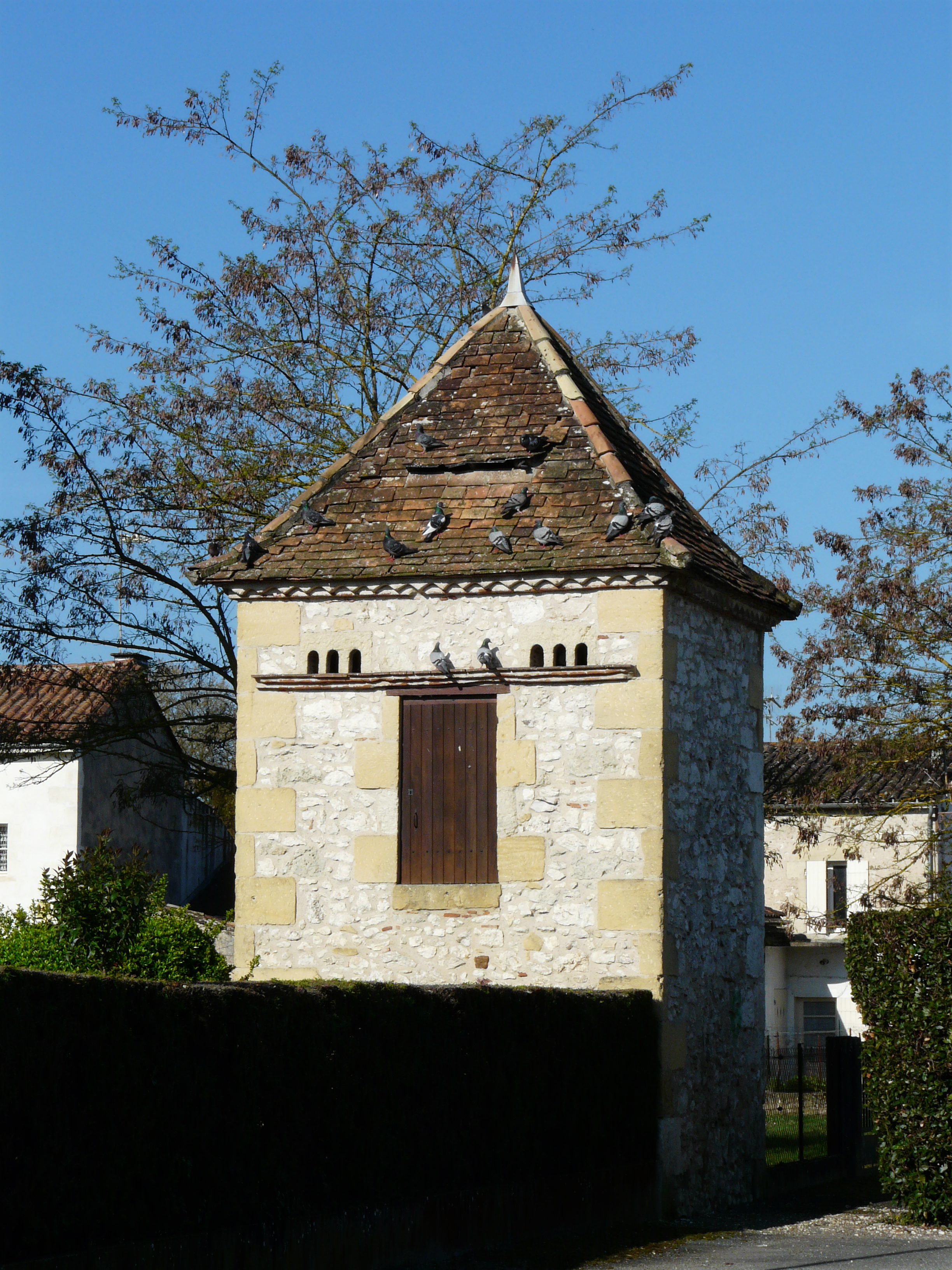
Pigeonnier dans le bourg de Port-Sainte-Foy.
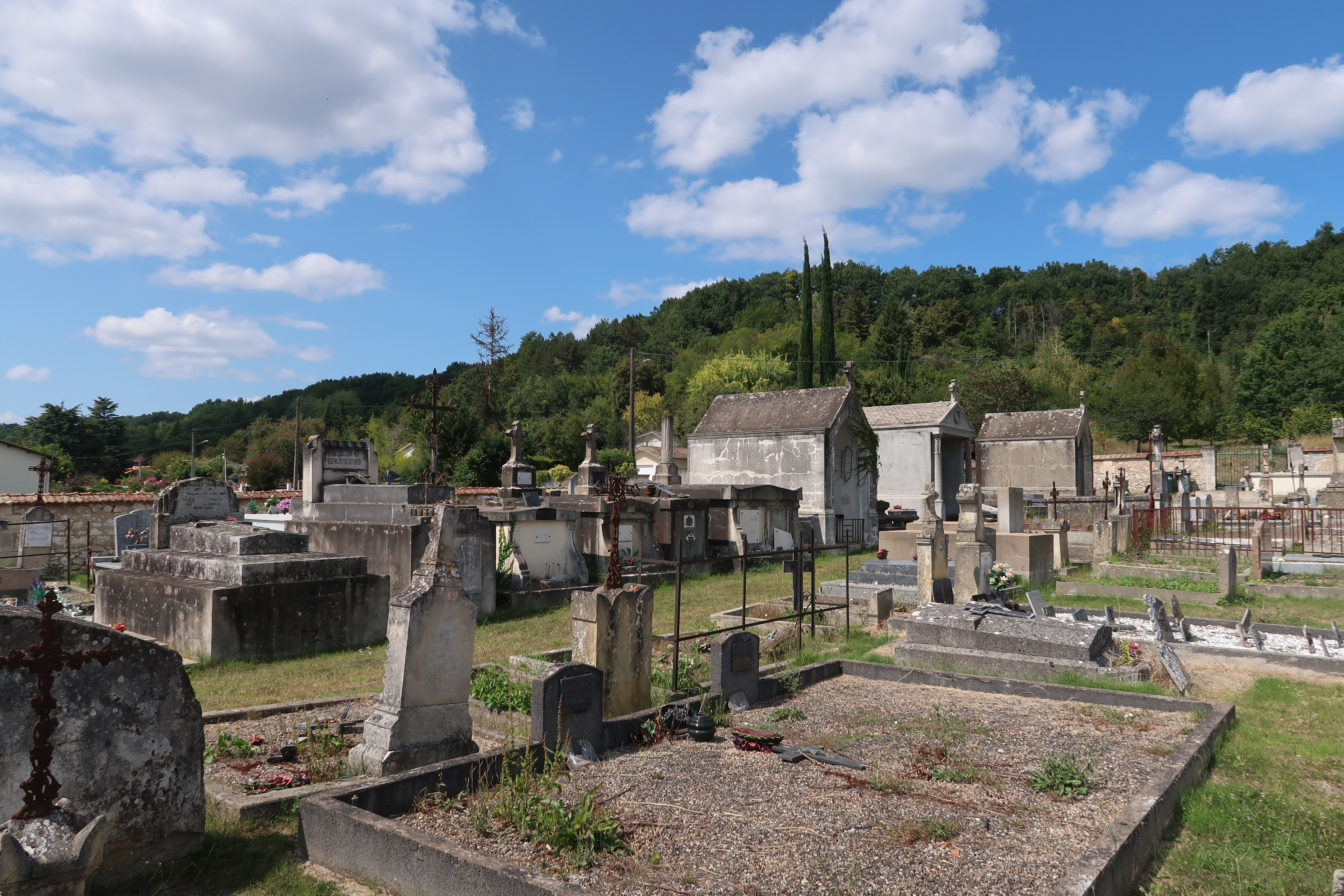
Cimetière.

### Personnalités liées à la commune
- Charles Sinsout (1889-1985), homme politique, sénateur, adjoint au maire de Port-Sainte-Foy

### Héraldique
| Armes | Les armes de Port-Sainte-Foy-et-Ponchapt se blasonnent ainsi : Écartelé, au premier et au quatrième contre-écartelé au I et au IV de gueules au lion d'or, au II et au III d'argent plain, au deuxième et au troisième d'or à l'aigle de sable. |

## Pour approfondir